# 真田丸 (NHK大河ドラマ)
『真田丸』（さなだまる）は、2016年1月10日から12月18日まで放送されたNHK大河ドラマ第55作。主演は堺雅人。

## 作品内容
NHK大河ドラマでは、2004年放送の『新選組!』以来2度目となる三谷幸喜脚本で、2010年以来続く原作なしのオリジナル作品である。主人公は大河ドラマでは初となる真田信繁（幸村）。NHKとしては、1985年に大河ドラマに準ずる作品として位置づけられるNHK新大型時代劇『真田太平記』がある。
タイトル「真田丸」は大坂の陣で信繁が築いたと言われる出城「真田丸」に由来し、また真田家を「戦国の荒波に立ち向かう一艘の船」に例えた掛詞としている。
物語は、信繁青春編、大坂編、三成・九度山編、大坂の陣編の4部構成となっている。

## 制作
2014年5月12日に制作発表が行われ、6月18日に「主人公・真田信繁役に堺雅人を起用する」と発表された。2015年7月10日には出演者発表会見が行われ、信繁の父・真田昌幸を草刈正雄、兄・信之を大泉洋、姉・松を木村佳乃が演じると発表された。
2015年9月1日、長野県内でのロケーション撮影でクランクインし、9月5日には同県上田市のロケ現場においてマスコミ合同の取材会が行われた。なお9月6日に長野県茅野市玉川で行われたロケの最中に男性スタッフが重傷を負う転落事故が起きている。
2015年9月24日、豊臣秀吉役の小日向文世をはじめとする9名の主要キャストが追加発表された。また、放送開始日は1月10日とされた。
劇中の背景や大名の勢力図などに使用するCG技術は、歴史シミュレーションゲーム「信長の野望シリーズ」などを手掛けるコーエーテクモゲームスが提供・監修を行った。なお、同社よりタイアップ企画として『戦国無双 〜真田丸〜』が作成されている。
真田信繁が馬廻であることや秀次事件の評価など、最新の歴史研究の成果を反映していることが特徴となっている。また、制作にあたっては、百姓の帯刀など、戦国社会の実態に即した描写を行う方針であることを、時代考証担当者の黒田基樹が述べている。
真田信繁生涯のハイライトとなる真田丸の戦いでは、幅50メートル・高さ6メートルに及ぶ大型オープンセットを建設、約250人のエキストラを動員した合戦ロケが行われた一方、真田家が直接関わっていない本能寺の変や関ヶ原の戦いなどはほぼナレーションのみで済ませるなど、ドラマ中でのめりはりのある描き方は視聴者の話題をさらった。また、登場人物の死が有働由美子のナレーションで淡々と処理されてゆく様は「ナレ死」と呼ばれて話題となり、第4回にて織田信長が「天下統一を目前に死んだ」という短い言葉のみで葬られたことを発端に多くの登場人物が「ナレ死」で退場していった。
第45回「完封」内では、信繁らが、敵方だが同じ赤備えである井伊直政の次男、井伊直孝の陣を眺めながら「向こうの物語も一度聞いてみたい」と会話する、翌年の放送が決まっていた大河ドラマ『おんな城主 直虎』にエールを贈るようなメタフィクションなシーンがあった。
脚本家の三谷幸喜は前作である『新選組!』に比べて物語性の高い作品としており、真田信繁が物語の中の30年間で「何もしていない人」であったため、話をどれだけ持たせていくかというハードルは高かったと回想している。真田信繁を「敗れていった人の代表」として描いており、長野里美演じるこうや、近藤正臣演じる本多正信のように役者の演技によってイメージが膨らんでいった部分もあるとしている。
全50回の平均視聴率は16.6%となり（ビデオリサーチ調べ、関東地区・世帯・リアルタイム）、総合テレビの平均視聴率は過去5年間では最高となった。スポニチはこれを「大河復権」と報じた。BSプレミアムの平均視聴率は4.7%（ビデオリサーチ調べ、関東地区・世帯・リアルタイム）で、BSでの視聴率としては「異例」とされる5%台を終盤まで連発したことについては、「本放送が待ちきれない視聴者が多い」と分析するメディアもあった。

## あらすじ
天正10年（1582年）、甲斐の名門・武田家は織田信長の軍勢の前に滅亡の危機に瀕していた。その頃、駿河と甲斐の国境で徳川家の兵に追われるひとりの若者がいた。彼はこれより33年後、大坂の陣で天下人・徳川家康に対抗し、後世に「日ノ本一の兵（つわもの）」と称えられることとなる。彼の名は真田源次郎信繁、後世においては真田幸村と呼ばれた男である。

### 信繁青春編（第1 - 13回）
武田家中の国衆であった真田家は主家・武田家の滅亡によって乱世の大海原に放り出された。信繁は父昌幸、兄信幸と共に、真田家生き残りの道を模索。昌幸は敢えて武田を滅ぼした信長に仕える道を選び、信繁たちの姉松を人質として安土に送る。だが、真田家が織田に臣従して間もなく信長は本能寺の変に倒れる。明智兵に追われた松は琵琶湖に身を投じる。
信濃は信長の死によって、支配する大名がいない権力の空白地となった。北条氏政・徳川家康・上杉景勝ら周辺の大名が信濃進出を狙って動き出す中、昌幸は独立した大名となることを決意。時に非情な策略を用いながら大大名たちの間を巧みに泳ぎ回っていく。
天正壬午の乱では、昌幸は盟約相手を北条から家康に乗り換え、劣勢だった徳川方は盛り返すが、徳川・北条は和睦してしまう。家康に上野沼田城を北条に返還するよう要求された昌幸は、その見返りに、家康に対上杉の拠点と称して信濃上田城を築かせる。しかし沼田城を明け渡さなかったことで真田と徳川の関係は悪化し、昌幸は次に上杉に頼る。信繁は人質として赴いた越後で上杉景勝に気に入られる。
真田討伐のため家康は7千の軍勢を上田城に差し向けるが、昌幸の戦術の前に大敗を喫し、真田の名は諸国に知れ渡る。しかし、信繁は戦の中で最愛の妻・梅を失う不幸を経験する。

### 大坂編（第14 - 31回）
畿内・西国では信長の後継者として羽柴(豊臣)秀吉が勢力を拡大していた。小牧・長久手の戦いで一度は秀吉を退けた家康をはじめ、真田、上杉、北条にも臣従せよという圧力がかかる。景勝は秀吉からの要請を受け、側近の直江兼続と信繁と、信繁を追ってきたきりを連れて上洛する。接待役の石田三成に迎え入れられた景勝は、臣従を受け入れ帰国する。信繁は秀吉に気に入られたことで、馬廻り衆として大坂に残るように命じられる。大坂城では三成から後に岳父となる大谷吉継を紹介され、そして信繁の運命に深く関わる女性・茶々に翻弄される。加藤清正や福島正則らを従え、陽気で気さくでありながら自己中心的かつ冷酷な顔も備える秀吉のもと、彼の意向次第で一歩間違えれば死が待つ綱渡りの日々を送ることになった。秀吉の甥である羽柴秀次に気に入られていたきりも、秀吉の正室の寧に仕えはじめる。
家康は態度を明らかにしない昌幸に対して秀吉からの真田征伐の許しを得、またしても真田に存亡の危機が迫るが、合戦直前の秀吉の命により真田は救われる。さらに秀吉は手段を選ばぬ外交戦術により上洛させた家康にも臣従を誓わせることに成功する。ここに至りようやく上洛を決意した昌幸を待っていたのは、徳川の与力大名になれという秀吉の命令だった。昌幸は落胆するものの、死んだと思われていた松を信繁が見つけ出しており、共に上田へと戻ることができるという喜びを得る。しかし、家康から、徳川家の猛将本多忠勝の娘稲と信幸の縁談を押し付けられ、信幸は、妻のこうと離縁することになってしまう。
朝廷から関白職を与えられ、名実ともに天下人となった秀吉から側室となるよう嘆願された茶々は了承し、懐妊。だが、茶々の子の父親が秀吉ではないと揶揄する落書に秀吉は激怒し、周囲が抑えられぬまま苛烈な処罰を決行させる。秀吉を支え諫めてきた弟秀長も病を得ており、豊臣家の将来に不吉な前兆が現れはじめていた。
九州を平らげ、西国・東海を治めた秀吉だったが、関東の覇者である北条氏政はまだ上洛要請を受け入れようとはしなかった。家康からの忠告に心揺れた氏政は、上洛の条件として改めて沼田領の譲渡を要求。秀吉臨席のもとで沼田の帰属を明らかにする会見の席が設けられ、北条からは板部岡江雪斎が派遣され、本多正信が家康の代理となり、昌幸は信繁を代理に立てる。信繁は江雪斎と堂々と渡り合ったが、秀吉の裁定で結局、沼田城は北条方に譲渡されることになる。せめてもの抵抗として名胡桃領を得た真田だったが、北条方の武将が名胡桃城に侵攻してしまったことで、惣無事令を破ったとして北条征伐が開始される。
家康・秀次・景勝・昌幸・信幸らも豊臣軍として北条に迫り、支城が次々と攻略される中、氏政は小田原城に籠城し、奥州の伊達政宗の救援を待っていた。しかし到着した政宗は秀吉に臣従を誓う。家康の命で密使として小田原城に潜入した信繁は氏政と対面する。進退窮まった氏政は開城を決意。氏政は切腹、氏直は出家して高野山送りとなり戦国大名北条家は滅亡する。秀吉の天下一統はここに成し遂げられ、昌幸は秀吉から沼田領を加えた本領を安堵された上、徳川与力を免ぜられ、家康は三河・駿河から関東の旧北条領へと転封となった。一方で信繁が小田原城に潜入した際に回収した鉄砲に使用する鉛が、利休が納入したものであることが発覚。秀吉が利休を重用する現状に危機感を募らせていた三成と吉継はこれを好機とし、病床にある秀長の協力を得て利休を切腹へと追い詰めたが、秀長もまた世を去った。
秀吉と茶々の子の捨が亡くなり、秀吉は海外の国である明を攻める事を決める。その足がかりとして朝鮮へ攻め入ることになり肥前名護屋に城を普請し、全国の大名は次々と朝鮮へと渡海していく。戦況が悪化する中で信繁の祖母のとりがこの世を去り、茶々は二番目の子である拾を産む。秀吉は関白の座を秀次に譲り、自らは太閤として君臨することとなる。秀次は重圧に押しつぶされそうになりながらも関白としての勤めを果たしていき、信繁に左衛門佐、信幸に伊豆守の官位と共に兄弟に豊臣姓を授ける。
自分が秀吉にとって拾の立場を脅かしかねない邪魔者となっているのではという疑心暗鬼に耐えきれず失踪した秀次が自害し、期待を無碍にされたことで秀吉は激怒し、秀次の妻子ら三十人以上が処刑された。信繁は身を隠していた秀次の娘たかを救うため、秀吉から命じられた吉継の娘春との縁談を受ける条件としてたかを側室とする事を申し入れし、了承を得てたかを呂宋へ逃し、春を正室として迎えた。
秀吉は漂着した南蛮船を接収するための方便としてキリシタンを弾圧し、講和の不調から朝鮮への再侵攻を決める一方で、この頃から発言の不一致や記憶の欠落や諸将の面前での失禁の醜態といった耄碌を晒すようになり、また死の恐怖におびえるようになる。三成は苦肉の策として五歳の拾を元服させ秀頼と名を改め忠誠を誓わせることで事態の収拾を図るが、醍醐寺の花見の場で秀吉が木から転げ落ちるという事故を起こして寝たきりとなり、秀吉亡きあとの政治体制についての遺言状を巡り三成と徳川による追記合戦が繰り広げられる。死の床にある秀吉がせん妄状態で「家康を殺せ」と訴えたことで、三成は昌幸に家康暗殺を依頼し、配下の出浦昌相に命じるも、失敗に終わる。そして太閤秀吉が没する。

### 三成・九度山編（第32 - 41回）
生前の秀吉は自身に何かあった時は家康・景勝ら5人の老衆（おとなしゅう）と三成をはじめとした五奉行による合議制で政を行うよう取り計らっていた。信繁は秀吉の生前の願いもあり三成の配下となる。家康を天下人としてのし上げようと目論む正信と家康側室の阿茶局は諸大名の取り込みと、政治に疎い寧を始めとした大坂の調略を始めていた。三成も対抗して宴の席を開くも事はうまくいかず、家康が諸大名との間で許可なく縁組を行った件を糾弾するも、逆に奉行の分際で覇権を狙っていると決めつけられる。三成は家康討伐を決意するが、豊臣家の同意は得られず、大方の豊臣方諸将に加えて、盟友清正・吉継と軍略の師として仰ぐ昌幸が徳川方に付くことになり、さらに追い詰められてしまう。それでもなお討伐を諦めない三成だったが、信繁と徳川打倒を表明した景勝の説得を受け断念する。しかし、この一件が家康に天下人への野望を抱かせ、徳川による天下獲りが開始する。
秀頼の後見人であった前田利家が他界すると、豊臣恩顧の大名たちへの抑えがなくなり、三成に反発する正則・清正をはじめとする七将による三成襲撃事件が勃発する。信繁は三成を助けようと奔走するが、寧や茶々に助力を拒まれたことで、7人を鎮めるため家康に頼らざるを得なくなる。責任を取る形で三成は奉行職を解かれ、蟄居に追い込まれる。信繁もまた三成より暇を出され真田の家に戻る。家康は伏見城に移り、大きな権力を手に入れることになった。それから一年経った頃、上杉による家康を弾劾する書状が送られる。家康は上杉に謀反の疑いありとして、豊臣配下の諸将を率い会津征伐のため出陣することになったが、大坂に残っていた宇喜多秀家を始めとした反徳川勢が蟄居していた三成を迎え入れ、秀頼を奉じた体裁で、徳川を討伐するために決起する。
三成に与した吉継は味方を増やすため、諸大名に決起を促す書状を送り、徳川勢に従軍していた真田軍にも吉継からの書状が届く。三成の旗揚げを知り、機を見て上杉に寝返ることで家康を討つという目論みを断念せざるを得なくなった昌幸・信幸・信繁の3人は、下野犬伏にて今後の対応を協議することとなった。信幸は自らは徳川に付き、昌幸と信繁が豊臣に付くことで、どちらが勝っても負けた方に付いた者の助命を成すことで真田と親兄弟が生き残る道を提案し、戦が終わったら再び親子3人で会うことを誓い合う。徳川秀忠率いる徳川軍が裏切った真田を攻めにきたことで、昌幸と信繁は徳川軍と再び上田城で戦うことになった。初陣の秀忠は小競り合いに焦れて総攻めを敢行しようとするが、徳川勢に付いた正則が三成側の岐阜城を落としたことで西国の状況が緊迫したため、東海道経由で進軍していた家康からの知らせを受け、上田攻めを中止し家康隊との合流を目指して撤退する。徳川と真田の戦いは回避されたが、昌幸と信繁は、家康と三成が関ヶ原で対峙したその日の内に徳川の大勝利で終わってしまったことを知る。
吉継は自刃し、敗走した三成は捕えられ処刑された。大坂を抑えた家康は昌幸と信繁は改易の上で死罪と決めていたが、信幸と忠勝の助命嘆願を受け、死を免じて流刑とする代わりに、信幸に昌幸と親子の縁を切ることと、諱から父から受け継いだ「幸」の字を捨てることを命じ、信幸は止む無く受け入れる。信幸は自身の意地から読み方は同じである「信之」に改名して真田領を引き継ぎ、昌幸と信繁は高野山の麓の九度山に送られ、真田親子3人それぞれの新たな生活が始まることになった。
関ヶ原より3年後、朝廷より征夷大将軍に任ぜられた家康は江戸に幕府を開き、2年後には秀忠へ将軍職を譲る。信之は家康に昌幸と信繁の赦免の要請を続けるも、家康も秀忠も許可を出すつもりはなかった。関ヶ原から数えて11年の時が過ぎ、信濃に帰る日を待ち望んでいた昌幸は九度山で往生を遂げ、その2年後に母・薫も江戸で死去する。信繁は春との間に長男の大助と次女の梅、次男の大八を授かるが、昌幸の生前の借金が重なり生活は困窮していた。関ヶ原から14年後の秋、呂宋で商人となったたかが信繁に会いに九度山を訪れ、土産として持って来たサナール紐から着想を得て真田紐を考案し、九度山村の住人に作り方を教える代わりに売上の一割を得ることで生活は上向くようになる。何年ぶりかの豪勢な夕食が並んだその夜、宇喜多家家臣であった明石全登が信繁を訪ねる。
明石に連れられた先に待っていたのは豊臣を離れざるを得なくなった片桐且元であった。片桐から再建した方広寺の梵鐘の銘文を巡る騒動によって徳川と豊臣の関係が悪化し、徳川が大坂を攻め入る事になるのも時間の問題だろうと語り、信繁に大坂に入城するよう要請する。今の暮らしは厳しいながらも幸せだとして一度は入城を拒むが、きりの叱咤とこれまでの半生を振り返り、大坂入城を決意した信繁は、信之が捨てざるを得なくなった諱の「幸」の字と、大助がくじを引いて選んだ九度山村の「村」の字を合わせて「幸村」に改名する。信之は、稲の進言も受け、稲との子である次男の信政ではなく、こうとの子である長男の信吉を跡継ぎに決める。
幸村は家族全員を九度山から脱出させるために宴会を開き、監視の目を欺くことに成功。大坂城に入城した幸村は木村重成に対し「真田左衛門佐幸村」と高々と名乗り、茶々と再会した。

### 大坂の陣編（第42 - 50回）
「真田」が大坂に入ったと知ったこともあり、家康は出陣を急がせる。信之の元にも出陣の命が下るが、病床の身であることから信吉と信政、傅役に家臣の小山田茂誠と矢沢三十郎頼幸を秀忠の軍に従軍させる。幸村が大坂に入城した事を聞き、堀田作兵衛は与八と共に信之の制止を振り切り大坂に向かう。その後、幸村と信吉達が戦うことを良しとしない信之は、松を密かに大坂に向かわせ、信吉たちに一族相撃を避けるよう指示を下す。さらに正則と平野長泰から大坂城へ密かに兵糧を送る計画に参加するよう要請されるが、稲と昌相の猛烈な反対もあり兵糧は送るが真田は無関係という形で収められた。
大坂では幸村を牢人衆10万を率いる大将とする案に対して後藤又兵衛と毛利勝永から激しい異議が唱えられ、幸村・又兵衛・勝永・明石・長宗我部盛親の5人がそれぞれ2万の兵を率い、総大将として秀頼を擁立することで問題を解決する。続いて幸村が提案した大坂を出て京へ攻め入り家康を討つという策に対し、籠城すべきとしていた又兵衛は説得を受け考えを改め、秀頼も攻め入ることを賛同する。しかし、大坂を空けることを良しとしない茶々の反対によって豊臣の策は籠城と決し、幸村は大坂城における唯一の弱点でもある平野口に出丸を築き徳川を迎え撃つことを決め、出丸の普請を始め、幸村の軍備えの色を赤で統一するよう指示を下す。紆余曲折を経て完成した出丸を幸村は「真田丸」と名付ける。
家康が真田丸を攻めることを命じた恩義のある上杉と真田との戦闘を避けるため、幸村は真田丸の目の前に陣取る井伊と前田の軍を挑発し撃退する策に打って出る。初陣となる大助の活躍により前田が挑発に乗り、井伊の軍も真田丸に攻めるが幸村の采配によりこれを撃退。真田丸を巡る戦いは豊臣の勝利に終わり、上杉の陣にて幸村の采配を聞いた景勝は「真田左衛門佐、日本一の兵」と喝采を贈る。家康はイギリスから購入したカルバリン砲の準備を整える一方、豊臣方への調略や内通者への働きかけといったあらゆる手を繰り出す。幸村はこれまでの戦いで幕府が手薄な砦を的確に攻め落としたことに疑問を抱き、織田有楽斎の調査を始めるが、徳川のカルバリン砲の準備が整い、放たれた砲弾が天守閣へと当たり茶々の侍女が犠牲となったことで事態は急変し、和睦の場が設けられることになる。幸村は本多正信の知略を避けるために、女性を交渉役とすることを提案したものの、阿茶局の巧みな交渉によって、幸村の指名した初は何もできぬまま随伴の大蔵卿局が賛同した表向きは豊臣の要望を汲んだ形ながら、豊臣に不利な条件を付け加えた講和が纏められてしまう。幸村は大坂城の堀が全部埋められ、真田丸も取り壊されたことでこれ以上続けることは難しいと判断し大坂城を去ろうとするが、牢人衆と秀頼の説得を受け大坂に残ることを決める。また、有楽斎は徳川と内通していたことが露見し大坂を去る。
豊臣と幸村は講和による休戦期間を利用しいずれ起きるであろう次の戦のための準備を始め、秀頼は次の戦の後は茶々と共に大坂を出て四国の大名になるという夢を抱く。あくる日の夜、大野治長の弟の治房が治房を慕う牢人衆に対して蔵の中にある金銀を分け与える事件が起きる。不平不満を抑えるために全ての牢人に対して金銀を分け与えることにしたが、この行動が裏目に出てしまい牢人達は街に繰り出し武器を買い揃え、治房とその取り巻きが埋められた堀を掘り返すという行動に出てしまう。家康は牢人衆が戦の準備を進めていることを聞き全国の大名に号令を掛け大坂への出陣を命じる。前回の戦いとは違い籠城では勝つ見込みがないことから野戦による決戦を選ばざるを得なくなる。
豊臣と徳川の戦は樫井での戦いから始まり、塙団右衛門が討死する。家康が大和路を経由し大坂城に攻め入ると予測し道明寺に主力を配備した幸村らの策は、もう一人の内通者の手によりすでに筒抜けであった。家康本隊は河内路を進行し、道明寺では又兵衛、若江・八尾では重成が討死し盛親は行方不明となる。道明寺から撤退する幸村は政宗に対して挑発の態で問いかけると、政宗は「弾は尽きた」と答え伊達軍の追撃を止める。伊達は信用できると見た幸村は書状を送り、春・梅・大八の三人を匿うよう依頼する。政宗もそれに応え3人は密かに大坂城を去る。
秀頼も出陣する手筈が整えられ、最後の戦いに臨むこととなった幸村は、もう一人の内通者であると探り当てた台所頭の大角与左衛門を問い詰めるが、与左衛門は秀吉への怨嗟を吐露し自害を図る。戦闘は勝永・治房らの奮戦もあって豊臣側が優勢で進む。だが、治長が豊臣家の馬印を持ったまま帰城したことで雑兵たちが秀頼が敗走したと誤解し、瀕死の与左衛門に偽わられた大蔵卿から幸村が裏切ったと聞かされた秀頼が躊躇し出馬の機を逸した上に、与左衛門が台所に放火し大坂城から火の手が上がると豊臣軍は混乱。幸村に本陣へ攻めかかられ、自害まで口にした家康はこの機を逃さず反攻に出る。大坂城が徳川軍に攻められる中、高梨内記と作兵衛が討ち死にする。きりが幸村の最後の策を実現するため千を連れて城を脱出し徳川の陣へ向かう中、幸村はただひたすらに家康の首を狙い馬を走らせる。幸村は馬上筒で家康を追い詰めると、家康も逃げ隠れせず、お互いに思いの丈を訴え合うが、幸村は救援に駆けつけた秀忠の軍から先に左手と右肩を撃ち抜かれ、討つことが叶わなかった。政宗や景勝に見送られながら敗走し、人気のない社へたどり着いた幸村は精も根も尽き果てて自害を決め、佐助に介錯を頼み、大切な人々を思いながらその眼を閉じた。
信之は最後の戦いの前に幸村と密かに会った大坂からの帰途、江戸へ戻る正信と偶然出会い、彼の領地である玉縄に立ち寄った。正信のもとに大坂から火急の使者が訪れたとの報が伝わった時、信之の持つ守り袋の六文銭が鳴った。すべてを覚った信之は、新たな歩みを踏み出し国へと戻るのだった。

## 登場人物
真田家 / 武田家 / 徳川家 / 北条家 / 上杉家 / 織田家 / 豊臣家 / 伊達家 / その他の人々

### 真田家
真田一族 / 真田家臣

#### 真田一族
真田信繁（さなだ のぶしげ）
（真田信繁 → 真田信繁〈幸村〉）
演：堺雅人
本作の主人公。昌幸の次男。通称は源次郎（げんじろう）、第27回で左衛門佐（さえもんのすけ）の官位を賜り、第40回で幸村（ゆきむら）と改名。後世には真田幸村の名と共に「日本一の兵」として評されることになる男。
昌幸曰く「面白いが勘に頼り過ぎる」性格のため失敗を繰り返していたが、様々な出来事を経て成長していく。
想い合って結ばれた妻・梅を第一次上田合戦にて亡くし傷心していたが、人質に出された先の上杉家では当主の景勝に気に入られたことから、景勝の上洛に随行する。そして大坂で豊臣秀吉と茶々にも気に入られ、そのまま豊臣家に馬廻として仕える。沼田帰属問題では昌幸に替わって交渉の場で堂々と渡り合い、北条方の板部岡江雪斎や本多正信、徳川家康にも認められる。
秀吉に命じられ大谷吉継の娘である春との縁談を受ける条件として、処刑から逃れた豊臣秀次の娘・たかを側室とすることを提案し、春を正室、たかを名目上の側室として迎える。秀吉没後は石田三成に仕えていたが、大名たちによる三成襲撃事件の収拾のため三成が蟄居となったことから暇を出され、十数年ぶりに真田の家に戻る。上杉征伐途上の犬伏にて昌幸と共に豊臣につく道を選び、秀忠率いる徳川軍を翻弄する。関ヶ原での徳川の勝利によって斬首となるところを信幸と忠勝の助命嘆願で免れ、九度山に流罪となる。
信之に対して九度山の生活は厳しい事もあるが満足しており信濃に戻る気はないと語るが、板部岡江雪斎からは奥底に燻るものがあることを見抜かれていた。豊臣を離れざるを得なくなった片桐から大坂城入城を要請され、いったんは断るもきりの叱咤を受け大坂入りの意思を固める。手始めに信之が捨てざるを得なくなった諱の「幸」の字を受け継ぎ、大助がくじで選んだ「村」の字と合わせ「幸村」と改名。村人たちを招いた宴会に紛れる形で家族・家臣一同で九度山を脱出し、十数年ぶりに大坂城へ入城する。豊臣内の反対勢力に苦心しつつも真田丸の築城にこぎつけ、徳川家康を討つことと豊臣家存続のための戦いにあらゆる手を講じる。最後の戦いとなった大坂夏の陣では味方に不利な情勢の中、景勝や伊達政宗が讃え、後世に語り継がれていく戦いぶりをみせ、家康の眼前にまで攻め込むが機に恵まれず力尽き、真田の人々を思いながら佐助の介錯により自害した。
真田信之（さなだ のぶゆき）
（真田信幸 → 真田信之）
演：大泉洋
信繁の兄。昌幸の嫡男。通称は源三郎（げんざぶろう）、第27回で伊豆守（いずのかみ）の官位を賜り、第37回より信之（のぶゆき）に改名。松によれば「真田家は長男が早死にすることが多いため、験を担いで“源三郎”と名付けられた」という。昌幸の兄の娘・こうを妻にする。
慎重かつ真面目な性分で、真田家に対する責任感は人一倍強いが、融通が利かず頭が固い。常に気苦労が絶えずぼやき性。奇をてらいがちな信繁とは対照的に地味で華がないが、昌幸は実直で素直なその性質を「失敗は少ないが真面目で面白くない」としながらも、大胆な行動を取るものの失敗も多い信繁と欠点を補い合える「2人で1つ」の存在だと評している。
戦においては奇策や搦め手を命じられる信繁に対して、嫡男としての真正面の大役を任され務め上げている。昌幸の練る策に関して真意が読みきれず振り回されがちとはいえ、上首尾な結果からみて感服していたが、秀吉を相手にするようになってからの昌幸の考え方ややり方には疑問を感じるようになっている。秀吉の死が近づいたと悟ると、真田家の安泰を考え、徳川家に接近するようになる。
徳川との政略結婚により、こうとの離縁を余儀なくされ、本多忠勝の娘・稲を正室に迎えたが、当初は夫婦仲が芳しくなく、侍女となったこうとの関係が続くことになった。やがてこうが子を身籠るが、その後稲との間にも子ができ、夫婦仲も円満になる。義父となった忠勝から「婿殿」と気に入られる事にもなる。
関ヶ原の戦いが勃発した事で、その微妙な立場から徳川と豊臣のいずれかにつくかの選択肢を迫られ、最終的にはいつかまた親子3人で語り合える日が来ることを信じ、徳川勢につく道を選ぶという苦渋の決断を下した。戦後は忠勝と共に昌幸と信繁の助命嘆願に走り、流罪とする条件として親子の縁を切ることと諱の「幸」の字を捨てざるを得なくなるが、意地を貫き読み方は同じの「信之」と改名する。
徳川への臣従関係を堅持しつつも、九度山に流された昌幸と信繁に宛てて密かに仕送りを行っている。
大坂の陣への徳川からの出陣要請の頃には、手が痺れるといった体調不良に悩まされるようになっていたため、息子たちに真田軍を任せ出陣させた。信繁が幸村として大坂に入ったことを知ると、冬の陣では松を自軍への使者として真田同士が戦わないように伝え、夏の陣では幸村の手紙から死の覚悟を悟り、自ら忍んで幸村を説得するために会いに行くが、留めることは叶わなかった。
真田昌幸（さなだ まさゆき）
演：草刈正雄
信繁・信之・松の父。通称は源五郎（げんごろう）、武家官位を安房守（あわのかみ）。信濃国小県（ちいさがた）の国衆。かつて武藤喜兵衛（むとう きへえ）と称し、三方原の戦いでは徳川家康に苦汁を舐めさせた。実の子にさえ理解しかねるほどの抜群の頭脳を持った謀略の名手で、「表裏比興の者（ひょうりひきょうのもの）」と称される油断も隙もない怪人物。
武田滅亡と本能寺の変により織田が撤退した後の信濃を周辺の大国から守り抜くために「大博打」と称し、徳川、上杉、北条相手に謀略を駆使し翻弄し、また翻弄されながらも数々の危機を乗り越える。徳川の支援で対上杉の拠点と称して上田城を普請。だが、実際には対徳川の拠点として利用し、上田合戦で真田の名を広く世に知らしめる。
秀吉の上洛要請を真田の値打ちを吊り上げる目的で拒み続けたあげく、頃合いをみて上洛する。秀吉から大名として認められはするが、国衆と大差がない軽い扱いをされていると気付き、さらに徳川の与力となることを命じられ落胆したものの、松との再会の喜びを経て気持ちを切り替え、徳川の与力となることを受け入れた。小田原合戦の終了をもって徳川の与力の任を解かれ、伏見城普請を任される。
年を重ね、宿願である武田の旧領を取り戻すことに拘るあまり、現実の見えない考え方に固執するようになっていき、関ヶ原の戦いの際には「徳川と豊臣の双方を敵に回してでも甲斐を取り戻す」と、無茶な戦略を言い出し、信繁から「夢物語」と厳しく一蹴されてしまうことにもなる。関ヶ原での徳川の勝利によって斬首となるところを信幸と忠勝の助命嘆願で免れ、九度山に流罪となる。赦免され信濃へ帰る日を心待ちにしていたが叶わず、10年後病に倒れる。信繁に来たる徳川と豊臣との戦では豊臣家につくよう言い残し、亡き信玄の幻を見ながらその生涯を閉じた。
薫（かおる）
演：高畑淳子
信繁・信之・松の母。昌幸の正室。
公家の出自として輿入れしており、真田の家風には不釣合いな貴族趣味を好み、衣装道楽に興じる。公卿菊亭晴季の娘と称しているが、実際には娘ではなく侍女であり、このことは秀次出奔の際に年齢的な疑問が持ち上がり、昌幸より打ち明けられるまで息子たちも知らされていなかった。
他の真田家の人々より多少身分や家格に対する頑なさはあるが、信濃を自分の生まれ故郷のように愛しており、基本的には家族想いである。
余計な小細工をされることを嫌っており、薫に対しては昌幸や信繁の策が功を奏せず、怒りを買うこともある。自ら人質として苦労した経験を持ち、自分も含めて他家に人質を差し出すことを断固として拒否する態度に出る。
上杉征伐から関ヶ原の戦い後までの状況の変転により、三成方や徳川方双方の人質となって消耗し、心弱りしたために昌幸の気遣いから九度山には連れて行かれず、信之の元にとどまることとなり、昌幸の死の2年後に江戸屋敷で死去する。
とり
演：草笛光子
信繁・信之・松・こうの祖母。昌幸・信尹の母。夫は武田信玄に仕えた真田一徳斎。
薫とは正反対に、真田家のためならば己の身を泥で汚したり人質となったりと気丈で逞しい性格をしており、孫たちからは「ばば様」と呼ばれ慕われている。信繁を可愛がる一方で、信幸の話は「聞こえない」ととぼける。騙したり、裏切ったりすることに関しては、家を護るために機を見て動くことに過ぎないとして是としている。
本能寺の変以降は滝川、木曽、徳川と立場を変えながら人質となっており、徳川家では阿茶に大切に扱われていた。天正壬午の乱後に徳川の真田懐柔策の一環としてようやく真田家に戻ることが出来た。その後は上田で余生を過ごし、名護屋から帰参した昌幸らを含めた家族一同の前で大往生を遂げる。信繁と信幸に「たとえ離ればなれになっても、真田はひとつ」と言い遺す。
松（まつ）
（松 → 藤 → 松）
演：木村佳乃
信繁・信之の姉。小山田茂誠の妻。夫婦仲が大変に良い。記憶を失った一時期は藤（ふじ）と名乗っていた。
武田が滅んだことで人質の身から真田に戻ってきたが、織田に臣従する際、その証として人質に選ばれる。最初は拒絶するが、敗残の身である夫・茂誠を付き人として同行させ真田の郷から遠ざければ、彼の命を救うことができるという信繁の提案を受け、人質となることを承諾する。本能寺の変が起こり騒乱状態となった安土城から茂誠と救援に来た信繁と脱出するも、明智軍の追撃から逃れる途中で追い詰められ、信繁の目の前で断崖から琵琶湖に身を投じてしまい、信繁らからは死亡したものと思われていたが、実際には地元の住人に助けられ一命を取り留めていた。しかし記憶を失っており、身寄りの無い者として出雲阿国の一座に拾われた際に藤という名前を与えられ、阿国一座の踊り子として各地を回っていた。一座が大坂城に逗留した際に、藤が松であると確信した信繁が阿国に掛け合った末、真田の家族の元に戻る。きりの何気ない言動がきっかけで記憶を取り戻し始める。小田原合戦の後に帰参した茂誠と再会したことで完全に記憶を取り戻している。
茂誠が岩櫃城の守備を任されると、松も同行する。
大坂冬の陣の際には、信之の嘆願で出征した信吉と信政の真田軍に、大坂方に付いた幸村と同じ真田で戦わないように伝える使者を務める。夏の陣では信之から「ばば様に似てきた」と評されている。
矢沢三十郎頼幸（やざわ さんじゅうろう よりゆき）
演：迫田孝也
頼綱の長男。信繁の右腕。
信繁には信頼されているものの、父・頼綱に信繁から目を離さないよう命じられており、時々鬱陶しがられることもあるが「源次郎様のいるところ、三十郎あり」と自認している。
上杉家に信繁が人質に出された際にも共に越後入りしたが、大坂に行くことになったときには同行を願うが許されず、父の元に戻ることになる。
秀吉の死後は上方へ呼び寄せられ、再び信繁に仕えるようになった。しかし、関ヶ原合戦で信繁と信幸が生き残り策として敵味方に分かれることとなった際に、親兄弟で本気で戦うことを避けるための芝居をするための内通者の役を割り振られ、更にそのまま信幸側に残るように申し付けられ一旦は拒否するものの、信繁に懇願されたため苦しみながらも受け入れて信幸の家臣となり、信政の傅役になる。
大坂夏の陣には徳川方として参戦、家康の本陣へ突撃しようとする幸村と一騎打ちに及ぶも蹴散らされ、駈け過ぎていく幸村の後ろ姿を号泣しながら見送り「源次郎様！！」と絶叫する。
梅（うめ）
演：黒木華
堀田作兵衛の妹。信繁と想い合い、彼の子を身籠もったため信繁の最初の妻になるが、身分違いであったため側室の形を取った。後にきりにだけ信繁に懐妊を報告した時には妊娠したとの確信はなかったと告白していたが、無事に信繁にとって長子である娘・すえを産む。
春日信達の謀殺で、戦うことや策を弄することに対して迷いを生じた信繁に「まず大切な人々を守る」「そのためにも敵も味方も最小限の犠牲に抑える」という武士として生き抜いていくための指針を与えている。
上田城の戦いの中で、人質に出されていた越後から戦のため戻った信繁と再会を果たした後に、城下の兄の布陣地の様子が心配になって戻ったところを敗走する徳川の兵の攻撃に巻き込まれ、まだ乳飲み子であった娘を残し命を落とす。
真田信尹（さなだ のぶただ）
演：栗原英雄
昌幸の弟。武家官位は隠岐守（おきのかみ）。
昌幸から他国との交渉や情報収集、調略を任されており、各地に出向く一方で調略や暗殺などの汚れ仕事も担当する。
兄を支える生き方は信繁からは深く尊敬されているが、彼の非情になりきれない本質を信尹は見抜いており、春日信達を謀殺する前に「わしのようになるな」と伝えていた。信繁が「『あの人のようになりたい』と望んだが、『自分のようになるな』と言われた」とする人物のひとりであり、「家のために人の道を外れた」と評している。
第一次上田合戦の際には徳川家に捕らえられるも、牢内から徳川家重臣・石川数正の調略を成し遂げ、家康に苦汁を味わわせる。その後、真田のための諜報活動すら黙認するという家康の誘いに乗り、徳川家家臣となる。後に徳川家を離れ、牢人として各地を放浪する。幕府の大坂攻めの頃に再び徳川家臣となり幸村の調略を任ぜられるが、面会しつつも家康からの書状を「読まなくてもよい」と言って渡すだけに留め、家康から「喰えない男」と評された。大坂夏の陣の際には信之を伴い幸村のもとへ訪れ、投降の説得を試みるが果たせず、別れ際に「生きたいように生きればよい」と言葉をかけて去る。
矢沢頼綱（やざわ よりつな）
演：綾田俊樹
昌幸の叔父。三十郎頼幸の父。真田家一門衆の長老。武家官位は薩摩守（さつまのかみ）。
高齢ながら血気盛んで、自身が守る沼田城の明け渡し要求に対し、北条の使者を殺すことで徹底的に拒否し、侵攻して来た北条の大軍を相手に一歩も引けを取らなかった。
北条氏滅亡の後も、惣無事令に反して沼田城の増強を無断で行い、城主となった信幸を悩ませていた。秀吉による天下統一後も再び戦場に出る日を夢見ていたが、それが叶う前に大往生を遂げる。
こう
演：長野里美
信之の妻。信繁の義姉。昌幸の兄・信綱の娘のため、信之・信繁兄弟にとっては従姉で、とりから見ると直系の孫にあたる。
病弱で、頻繁にせき込んだり思うように手足に力が入らないといった体調不良に悩まされており、普段は床に伏せっていることが多い。しかし、信幸や真田家のために尽くそうという気持ちは強い。
徳川からの縁組の申し出を受けた昌幸の判断により信幸の正室に稲を迎えることになったため離縁されたが、薫の計らいによって侍女として引き続き信幸に仕えることになる。
侍女として仕えるようになってからは病弱な身体から一転し丈夫になり、稲との関係がうまくいかない信幸の慰めになる。離縁されても真田一門としての意気地は捨てておらず、稲のわがままを諌めたり、徳川への密告を阻止することもある。稲と同時期に懐妊し、信幸の子である仙千代を産んだが、稲との仲は良好で共に硬軟別の面から信之を支えている。
三谷幸喜は当初信之と稲の結婚以降にフェードアウトさせる予定であったが、長野の芝居がフィットしたため最終回まで出演させることにした。
稲（いな）
演：吉田羊
信之の正室。本多忠勝の娘。勇ましい性格をしており、上田での徳川大敗の折には、戦場に出て真田を討ち滅ぼしたいと願い出た。
徳川の与力となった真田との縁を深めるために、信幸との政略結婚を命じられ反発する。しかし真田の内情を逐次監視するという役目もあって縁組を受け容れ、いったん家康の養女となった上で信幸の妻となる。信州の風土・食事に馴染めず、信幸にもなびこうとはしなかった。薫の出自を巡るこうとのやりとりを経て信幸へ心を開き始め、百助を懐妊したことを機に信幸に対してこれまでの非礼を詫び、信幸の妻として真田を支える道を選ぶ。真田に馴染んでからも、侍女として常に側に仕えているこうとの仲は悪くなく、お互いに無いところを補い合って真田の家を支えている。
三成挙兵時には人質として上方の屋敷に居たが、細川邸焼け落ちの次第を見て、徳川家家臣の娘であることから身の危険を感じ、こうと子どもたちと共に真田領へ逃亡。夫が徳川方に残ったことを知ると、三成に付く事を決めた信繁と昌幸を沼田城に入れず追い返した。その後も真田家を守るために厳しい態度を貫く。
すえ
演：恒松祐里（乳児期：林里香 / 幼少期：保榮茂愛 / 少女期：玉城美海）
信繁の長女。母は梅。信繁が上田を離れていたときに産まれ、母の死後は伯父・作兵衛に養育されている。そのため信繁とは親子として共に暮らしたことはほとんどなく、作兵衛を父のように慕っている。その後、石合十蔵の妻となる。
春（はる）
演：松岡茉優
信繁の正室。吉継の娘。秀吉が信繁を長く側に置くためとしての縁談で、2人目の妻になる。薫やこうからは「亡き梅によく似ている」と評される。
一見浮世離れしたおっとりとした気性のように見えるが、過去には大谷家に対する礼として筆を贈られただけで三成に惚れ、想い合っているからと三成の妻に別れるよう訴えに及ぶという行動に出たことがあり、三成が信繁に対して思い込みの強さに「苦労するだろう」と警告している。嫉妬や不満などの発散として、障子紙を指で破るという癖を持ち、穴だらけの障子が放置されたままになることもある。
上杉征伐から関ヶ原の戦いの間は、薫やきりとともに父に保護されていたが、敗戦を受けて戦後は信繁の九度山配流に同行し、信繁との間に大助・梅・大八を産む。
九度山脱出に随行した後は大坂城で生活していたが、道明寺の戦いの後に脱出し、梅・大八と共に伊達に匿われる。
たか
演：岸井ゆきの
信繁の側室。秀次の娘。春との縁談の受諾と時を同じくして3人目の妻になる。
秀次の切腹後一族の処刑から逃れ、キリシタン礼拝のための隠し部屋に隠れているところを信繁に発見され、助命の方便として、信繁が「想い合っているので側室とする」という名目で秀吉の許しを得た後、助左衛門に託され呂宋に渡る。
呂宋を拠点に商人としてアジアを股にかける中、日本に一時帰国し、九度山に配流中の信繁を訪問。土産として持ち込んだネパールのサナール紐が、信繁に真田紐を発案させるきっかけとなる。長い海外の暮らしで日本語の発音が多少不自然になり、会話には呂宋の言葉が混ざるようになった。「婚儀」をあくまでも助命の方便ととらえていた信繁に対し、たかの方は本気と捉えていた節も見せている。
真田大助（さなだ だいすけ）
演：浦上晟周（少年期：吉田騎士）
信繁の嫡男。母は春。九度山で生まれ育ち、父信繁に従って大阪城に入城する。
大坂冬の陣では徳川方の前田軍をおびき寄せ、真田丸の戦いによる勝利に貢献した。大坂夏の陣では、秀頼の出馬を要請するため大坂城へ戻っている間に戦況が悪化し、そのまま城内で豊臣家一同と運命を共にする。
梅（うめ）
演：大出菜々子（少女期：斎藤さくら）
信繁の次女。母は春。信繁の梅への忘れ得ぬ思慕を感じていた春が、娘に対し同じ名をつける。道明寺の戦いの後に春・大八と共に伊達に匿われる。
真田信吉（さなだ のぶよし）
（仙千代 → 真田信吉）
演：広田亮平（乳児期：土屋尋 / 幼少期：菊井凛人 / 少年期：大山蓮斗）
信之の嫡男。母はこう。幼名は仙千代（せんちよ）。父母の離縁後の関係が表に出ていなかったため、しばらくの間忠勝には存在が知らされなかった。
長じて武芸より書物が好きな青年になり、正室所生ではないが長男であることから、稲の薦めもあって嫡男として立つ。
真田信政（さなだ のぶまさ）
（百助 → 真田信政）
演：大山真志（乳児期：畑海翔 ・田中琉真/ 幼少期：遠藤颯 / 少年期：國分隆登）
信之の次男。母は稲。信吉の弟。幼名は百助（ひゃくすけ）。
長じて母や忠勝のように武芸に勝る青年になり、真田丸を攻めることに対しても好戦的な態度を取った。信尹は「兄を敬わない」と評し危ぶんでおり、徳川の敵になったからには一族である幸村や大助と戦うことにも、まったく躊躇がない。
大坂夏の陣では幸村に立ち向かうが、全く相手にされず幸村勢が駆け過ぎて行くのを呆然と見送った。

大八（だいはち）
信繁の次男。母は春。道明寺の戦いの後に春・梅と共に伊達に匿われる。

#### 真田家臣
きり
演：長澤まさみ
本作のヒロインで、高梨内記の娘。信繁や梅とは幼馴染。信繁に想いを寄せており、生涯信繁のいる所が自分のいる所だと宣言し信繁の行く所には様々な事情でほとんど同行している。そして本務のかたわら、信繁の助けとなるために働き、徐々に信繁にも頼りにされる存在となっていく。第49回では、歴史においては諸説あり真偽は判然としてはいないものの、信繁と最も長く関わった女性とナレーションで解説された。
思ったまま感じたままを表に出す気性で、現代的な言葉で話す。たびたび周囲が驚いたり呆れたりする言動や、場の空気を読まない振る舞いに出ることがあるが、このような性質ゆえに物事の本質が見えていると信繁に認識されるようになった。信繁には良くも悪くも自分の心情に通じすぎていると思われており、信繁によく付きまとって鬱陶しがられ邪険な態度をとられているが、その際のふたりの遠慮ないやりとりが周囲からは仲良さげにも見られている。信繁と他の女性に対して嫉妬を見せることもあるが、梅や春にはとりなすこともある。茶々には嫉妬心とは別に、その人間性や人の死に対する感覚に不可解さを感じ、恐れを抱いている。
越後から大坂に向かうことになった信繁に、真田家の意向として身の周りの世話をするために同行し共に大坂入りし、秀次に気に入られている。秀吉の馬廻となった信繁に帰郷するように言われたが、大坂城で侍女として寧に仕えることになり、信繁に寧の周辺の事情を伝えたり、寧や秀次に便宜を図るための橋渡しをしたりするようになっていく。
その後関白となった秀次に自分の側室になるよう口説かれるも、返事を先延ばしにし続ける内に、秀吉との確執から死を覚悟し、自身の没後の連座を案じた秀次から話を取り消しにされ、さらに自死の直前の秀次から、信繁を介してキリシタンの聖母画を譲られる。玉と知己を得てからキリシタン信仰に惹かれ、洗礼を決意するもキリシタン弾圧による殉教の覚悟を玉に問われ断念している。秀吉の死後は出家する寧より暇を出されたが、玉の侍女として仕えることで手に入れた情報で三成の危機を救うなどの活躍を見せる。関ヶ原直前の玉の死により、真田家に戻る。関ヶ原の戦いの後、父が昌幸に着いていくことを決めたことも有り、信繁の九度山配流にも同行する。
大坂入城について思い悩む信繁を「自分を求める人間がいるならそれに応じるべき」「自分が生きた証を世に残していない」と叱咤激励し、信繁の決意を促すことになる。共に九度山を脱出し、大坂入城後は茶々の命で彼女の侍女となる。
大坂夏の陣直前の前夜、幸村から万一の時は千姫を徳川の陣へ送り届けて落ち延びよと命ぜられるが、生き延びても信繁の居ない世など退屈で、自分にとって意味がないから戻って最期を共にすると答えたところ、幸村から初めての抱擁と口吸いを受け、幸村の最期の戦いの最中に豊臣家の命運をかけて千姫を徳川の陣へ送り届けた。その後については語られなかった。
史実上のモデルは、高梨内記の娘で梅の母親とされている信繁の側室となった女性で、信繁に最後まで寄り添う女性として初期から構想されていたものの、側室となるかどうかは中盤まで定まっておらず、きりに母としての側面が生まれてしまうと、信繁のカウンターパートナーとしての位置付けができなくなるとして最終的に側室とはされなかった。三谷は2018年になって、きりのキャラクター造形のモデルと名前の由来はいずれも女優の樹木希林だったことを明かした。これは「どのようなキャラクターが良いか」を脚本執筆前に相談した長澤からの提案であった。劇中で信繁が、白い長髪にステッキをつく老人の姿に変装するシーンがあるが、これも樹木の生涯のパートナーであった内田裕也を意識したものである。放送中はよく「きり」の名前の由来を尋ねられたが、このことに気がついたインタビュアーは一人もいなかったという。
高梨内記（たかなし ないき）
演：中原丈雄
昌幸の側近。きりの父。
真田家重臣として昌幸・信幸親子に仕え、昌幸の見果てぬ夢にも添ってゆく。娘が信繁と結ばれることを望んでいる。第二次上田合戦では昌幸・信繁陣営で戦い、戦後は九度山配流に同行する。
昌幸が死去した際には殉死しようとするが信繁に止められる。その後は剃髪して坊主頭となるも無気力な日々を過ごしていたが、大助の傅役を頼まれたことで気力を取り戻し、さらには共に大坂城へ入城し、最後の戦いでは大坂城内に侵入した幕府軍に対して奮戦するも討ち取られ、昌幸の位牌を抱えて絶命する。
佐助（さすけ）
演：藤井隆
真田家に仕える忍び。作中、出浦昌相に師事するようになる。様々な忍術を操り、信繁の窮地を救う。作中では超人的な脚力で全国各地を移動し真田家の諜報・伝達手段として活躍、風の効果音ともに現れ去っていく。名前は「佐助」であるが、猿飛佐助ではなく、馬よりも早く走れるなど身体能力が高い人物が積み重ねにより、結果的に忍者と呼ばれるようになったと作中では描写されている。昌幸や信繁に対する忠誠心は強く、彼らが没落してゆく状況には悔しさを感じており、逆に穏健派の信之が出世したことには憤りを感じていた。きりに想いを寄せており、後述の家康暗殺に赴く前に求婚しているが、間髪を入れずに断られている。
師の昌相に「自分が失敗したらお前が家康を暗殺しろ」と命じられたことがあり、後に大坂夏の陣を前に幸村の命で家康暗殺に赴くが、殺害した家康は影武者であり、失敗している。
信繁の九度山行き、さらに大坂城入城、最後の戦闘にも付き従い、 最終回で年齢が55歳であることを明かし、追い詰められた信繁の介錯をつとめた。
小山田茂誠（おやまだ しげまさ）
演：高木渉
小山田信茂の一族。松の夫、信繁の義兄。
信茂の命に逆らえず、勝頼の岩殿城入城を拒否するという本意でない役目を任された。武田家滅亡後は真田の郷へ逃れ、信繁と松に匿われるが、武田を滅亡に導いた小山田氏の一員であることから、信幸に斬られそうになる。信繁の説得で命は助かったものの表に出られない身となり、後に下人に身をやつして織田家の人質になった松と共に安土城に同行。本能寺の変後の混乱の中で松が生死不明となった際に悲嘆にくれ、そのまま近江に留まる意志を示し、真田の郷に戻る信繁らと別れる。
後に小山田一族と縁があった北条家に仕え、小田原城に籠城中のところを北条氏政の説得に訪れた信繁と再会し、戦後は松とも再会してそのまま真田家家臣になり、岩櫃城の守備を任される。
第二次上田合戦の際には昌幸・信繁陣営で戦うが、戦後は信之の家臣になり、後に信吉付きとなる。
堀田作兵衛（ほった さくべえ）
演：藤本隆宏
真田の郷の地侍。梅の兄。妹亡き後、梅の忘れ形見である姪・すえを育てることになる。戦では打根をよく使用しているが大坂では槍に持ち替えている。
第二次上田合戦にも従軍し、昌幸・信繁陣営で戦う。その後は上田に残っていたが、大坂城に入城した信繁の招きに応じて、信之の制止を振り切って大阪へ馳せ参じる。
大坂では最後の戦いにて幸村を庇って全身に鉄砲傷を受けながらも大坂城内に戻り、最期は自身が耕した中庭の畑の上で敵兵と渡り合った末に、すえや梅を想いながら力尽きる。
出浦昌相（いでうら まさすけ）
演：寺島進
信濃埴科郡に領地を持つ国衆の一人で、素破の頭領でもある。「一度主従となった相手は裏切らない」ことを信条にしている。
昌幸の協力者として謀略の手助けをしていたが、彼の器量を高く買っており、昌幸が信濃を支配する大名になることを願っていた。昌幸が独立の意志を固めたことを機に真田家に臣従し、正式に家臣となった。その後も昌幸とは対等な口の利き方をしている。佐助を忍として鍛え上げる。
真田家が秀吉の傘下であり続けることを良しとせず、信濃や旧武田領を真田のものにできる状況を生み出すために、事ある毎に天下を乱すよう昌幸をたきつけ続ける。三成が秀吉の遺志として昌幸に家康暗殺を依頼したため、徳川屋敷に潜入するが発覚してしまい、忠勝との一騎討ちを繰り広げて重傷を負う。その後佐助に助けられ辛くも生還し、昌幸の元を離れて有馬で養生に入る。昌幸が九度山に移る際も体は癒えておらず、信之の居城である沼田城での養生が続いており、直接口がきけない状況ながらも昌幸に家康暗殺への執念を見せていたが、大坂の陣で信之が幸村を影で助けるために自ら兵糧を運び込もうとした際には、真田の家を危うくするとして反対し、忍術を使って力づくで信之を止めている。
与八（よはち）
演：今野浩喜
真田の郷の百姓。作兵衛や梅と親交がある。
戦に出ることは不満があるが、第二次上田合戦の際には従軍し、昌幸・信繁陣営で戦う。
大坂城の信繁のもとへ馳せ参じた作兵衛に付いて大坂城へ入るが、幸村の許可もあって台所の与左衛門の手伝いをするようになる。道明寺と若江・八尾の戦いが起きている最中に運悪く与左衛門と徳川の間者の密会を目撃して殺され、後に佐助により死体が発見される。
河原綱家（かわら つないえ）
演：大野泰広
真田家重臣。とりは叔母にあたり、真田昌幸とは従兄弟にあたる。
信幸の側近くに仕えることが多く、犬伏における真田父子3人での協議に際には、言いつけを破って様子見してしまったために、信幸の叱責と共に物を投げつけられ歯が折れてしまう。
石合十蔵（いしあい じゅうぞう）
演：加藤諒
長久保宿の名主・石合新左衛門の嫡男。すえと知り合い夫となる。
ダメ田十勇士
真田軍配下の兵士。ショートムービー「ダメ田十勇士」に登場している。キャストは「#プロモーション」参照。
小介以外が本編の最終回にのみ登場し、幸村と語らっている。

### 武田家
武田一門 / 武田家臣

#### 武田一門
武田勝頼（たけだ かつより）
演：平岳大
甲斐武田家の当主。通称は四郎（しろう）。
織田の本格的な侵攻と一門、家臣の相次ぐ離反により後がないと考え家臣から促されたこともあり落ち延びる決意をする。手勢を減らしながらも逃亡を続けたが、田野村に隠れていたところを織田家臣の滝川一益に追い詰められ自害した。最期の瞬間、父・信玄の幻影と対面して「四郎をたっぷり叱ってくださいませ」と言い残して生涯を終えた。
武田信玄（たけだ しんげん）
演：林邦史朗
武田家先代当主。勝頼の父。
天目山で自害を決意した勝頼や、岩櫃城で武田家の滅亡を知った昌幸の前に幻影となって現れた。昌幸は九度山で今わの際にある時にも信玄を見た。

#### 武田家臣
穴山梅雪（あなやま ばいせつ）
演：榎木孝明
武田家一門衆筆頭。
武田の柱ともされる重臣だが、徳川家に内通しており、織田信長の侵攻に呼応して武田家を裏切り、徳川軍を武田領内に引き入れた。家康から表向きは歓迎されるが、実際には「恩を忘れた薄汚い男」と言われ快く思われていなかった。梅雪自身もそのことを察していたのか、自分も小山田信茂のようにならないかと不安を抱いていた。
本能寺の変により混乱した畿内から脱出する際、途中までは家康たちと行動を共にしていたが、険しい山を越えようとする考えについていけず、腰痛と嘘をついて別行動を取る。しかしこれが裏目となり、落ち武者狩りに襲われ命を落とす。
小山田信茂（おやまだ のぶしげ）
演：温水洋一
武田家親類衆。
常に徹底抗戦を主張し、慎重派の真田昌幸と対立する。勝頼に自身の居城・岩殿城での再起を促すが、その途上で勝頼を見捨て織田家に寝返る。武田家滅亡後、織田信忠の陣へ伺候し織田家へ忠誠を誓うが、織田方からの調略によらない自発的な武田家への不忠を信忠から咎められ、斬首を言い渡された。
跡部勝資（あとべ かつすけ）
演：稲荷卓央
武田家筆頭家老。
勝頼に最期まで付き従い介錯を務めた。
小山田八左衛門（おやまだ はちざえもん）
演：八田浩司
小山田信茂の配下。
信茂の命を受け、真田家の者を捕らえて織田へ差し出そうとするが、昌幸が救出に来たことで失敗に終わり、自身も腕を射抜かれて逃走する。
室賀正武（むろが まさたけ）
演：西村雅彦
信濃国衆の一人。昌幸とは出身地や境遇が近い幼馴染だが互いに反目し合っており、国衆を纏め行動を誘導しようとする昌幸に強い不満を抱いている。信長が死んだ時はその不満を爆発させ、織田に従うことを提案した昌幸に怒りをぶつけた。また、信幸にも軽んじる態度をとっており、意見されるたびに「黙れ小童！」と一喝する。
ただし昌幸を心底嫌っているという訳ではなく、その力量は認めている。北条氏直から叱責された昌幸に対し彼なりに気遣う言葉をかけたり、信繁には「お主の父は好かん」と言いながらも国衆たちによる独立の提案に乗り、積極的に国衆を説得して回った。
信濃の状況を本多正信に利用され、昌幸謀殺の手駒として仕立て上げられ、信繁と梅の婚儀にて昌幸暗殺を試みるが、いつもなら信幸を一喝するはずの状況で何も言わないなど不審な様子から警戒されて失敗に終わり、昌幸から家臣になるよう誘われるも断って殺害された。
木曽義昌（きそ よしまさ）
演：石井愃一
信濃福島城主。武田信玄の娘婿。通称は宗太郎（そうたろう）。いち早く織田に寝返り、武田攻めのきっかけを作る。
一益から交換条件で譲り受けた人質を前に自らを「大名になる男」と豪語するが、彼の少年時代を知るとりには頭が上がらなかった。

### 徳川家
徳川一門 / 徳川家臣

#### 徳川一門
徳川家康（とくがわ いえやす）
演：内野聖陽
東海地方を治める戦国大名。登場時の官位は三河守（みかわのかみ）。秀次没後の豊臣政権では老衆（おとなしゅう）の筆頭となる。第29回の時点で内大臣となっており、内府（だいふ）と称される。関ヶ原の戦いで勝利した数年後に征夷大将軍に任ぜられたが、2年後には秀忠に将軍職を譲り、以後は大御所様と尊称されるようになる。
本作では臆病で気が小さく、狼狽したり取り乱したりと情けない姿を晒しながら、必死に危機を乗り越え問題を解決し、失敗を教訓として前に進み、謀略を行う胆力はあるも罪悪感をものぞかせ、味方することの得にならぬ相手や敵であっても他者を窮地から救うために動いたり、その死を悼んだりする人間味ある懐の深い人物として描かれている。焦ったり気落ちすると爪を噛む癖がある。
昌幸が武藤喜兵衛を名乗っていた時期から真田とは因縁があり、三方ヶ原の戦いでは徹底的に苦しめられたとされており、作中でも色々な局面によって敵や味方に立場を変えても、真田一族にとって関係の深い存在となっている。
織田と共に武田を討ったが、宿敵武田が滅んだことに対しては複雑な心境を吐露している。武田滅亡直後に、信長に招かれ安土や堺に赴いた際に本能寺の変が起こったため、明智軍の追討や落ち武者狩りの危機に陥り、決死の思いで伊賀越えを敢行し、命からがら三河に帰還した。信長亡きあとの信濃甲斐の領有をめぐっての天正壬午の乱では、仕える主を北条から鞍替えした真田の臣従を受け入れるが、北条と和睦の際に真田が治める沼田を北条に渡す条件を受け入れてしまったため、見返りとして上田城普請を要求され費用を全て肩代わりすることとなる。しかし、これが昌幸の謀略で徳川から離反したため、主力は秀吉と対峙しながら一方で北条と共に真田と交戦することとなり、上田を攻めさせるが惨敗した。
小牧・長久手の戦いで敵対した後に関白となった秀吉から強く臣従を求められ、旭姫を正室として迎えさせられたが従わず、さらに秀吉の実母なかが人質として送られてきたことで上洛に踏み切り、秀吉に忠誠を誓う。以降豊臣家重臣となり、小田原征伐後に東海から関東へと国替えされてしまったが、江戸を本拠と定め、秀吉配下の大名の中で第一の勢力となる。
自身と一門が生き延びるためだけに必死に働いてきた結果として大大名になっていたと思っていたため、秀吉の死後に阿茶局や正信から、天下を取ることを進言されるも渋っていたが、三成が強引に家康排除に乗り出した際、秀吉子飼いだった武将の多くが自身の味方についた状況をみて、天下取りのために動く事を決心する。関ヶ原の戦いの戦後処理においては、寝返った昌幸と信繁については一度は斬首と決めたものの、信幸と忠勝の助命嘆願を受け、代わりに昌幸の生きがいを奪い去るための流罪に決する。
成長した秀頼と面会した頃には、老いからくる衰えを見せるようになる。方広寺鐘銘の騒動で、豊臣方が徳川との取次役であった片桐を大坂からの出奔に追いやったとして、大坂攻めの準備を進める。戦が始まると元気になり、大坂方を追い詰める策略を次々と繰り出す。夏の陣では幸村らの活躍で一時は窮地に陥り切腹しようとしたほどであるが、最後の戦国武将としての経験と勘を活かして巻き返した。
阿茶局（あちゃのつぼね）
演：斉藤由貴
家康の側室。家中の内に対しても外交に関しても有能であり、家康が信頼し気を許せる女性として描かれている。
家康の世話を焼きながら時折皮肉の混ざった発言をする一方で、的確な助言を行ったり、家康も怯むような大胆な処断を口にしたりもする。
家康上洛に伴い自らも上洛し、寧や茶々との交流で得た情報を家康に伝えている。秀吉の死後は正信とともに家康を天下人にするための政治活動を始める。
関ヶ原の戦いの際には畿内に居たが、三成方が諸大名の妻子を人質に取ろうとしたため、密かに自力で脱出している。大坂の冬の陣では、和睦交渉を任され家康の思う通りの条件にとまとめ上げる手腕を見せる。
徳川秀忠（とくがわ ひでただ）
演：星野源
家康の嫡男。江戸幕府第2代将軍。
第31回では家康と共に在京していたが、家康暗殺未遂事件があったこともあり、動乱があった際の父子共倒れによる徳川家滅亡を警戒した家康の命で、秀吉死没直後に江戸に戻っている。
初陣となる上杉征伐では家康から補佐に正信を付けられ、家康の隊とは別行動して会津の上杉家を牽制していたが、戦況の変化から第二次上田合戦として真田と交戦することになる。昌幸の繰り出すゲリラ戦に苦しめられ、焦れて上田城総攻めを決意したものの、家康から西上命令を受け撤退することになった。このため、昌幸が狙った「初陣で戦の恐怖を植え付けることで戦下手にする」という思惑もあった本陣襲撃を知らずして回避したことになったが、秀忠としては後々まで総攻めで勝つつもりでいた。大坂夏の陣では大野治房に自陣に攻め込まれて逃げ出したが、眼前まで迫って家康に銃口を向けていた幸村を阻止し、家康の危機を救う働きを見せた。
第38回の1605年に父より征夷大将軍職を譲られた。当初は家康から不安視されてもいたが、後に家康より厳しい策や処置を決断できることなどから「恐ろしい男に育った」と言わしめている。脚本の三谷は秀忠を「理想の2代目」のイメージで描いたと星野源に説明している。
旭（あさひ）
演：清水ミチコ
豊臣秀吉の妹。家康の正室。
家康を従わせたい秀吉の意向で夫と離縁させられ、家康と再婚した。一応は夫婦として気を使う家康に対し、直接口を利かず笑顔も見せようともしなかった。
江（ごう）
演：新妻聖子
秀忠の正室。茶々の末妹。千の母で、浅井三姉妹の一人。
父の処置や状況に対する愚痴をこぼす秀忠を叱咤激励するような、前向きな性格をしている。

#### 徳川家臣
本多正信（ほんだ まさのぶ）
演：近藤正臣
徳川家重臣。武家官位は佐渡守（さどのかみ）。知略をもって徳川を支える参謀。家康の表裏を知り尽くし献策し、家康からの信頼も厚い。腰が重く慎重な性格の家康を、天下取りの道へ導いてゆく。第二次上田合戦においては初陣の秀忠の補佐をし、戦を指南している。
沼田裁定以来信繁には一目置いており、その真意について信繁に問われると「頑張っている若い者を見ると助けたくなる」と話している。また信之からの陳情を受け入れ、昌幸・信繁父子の赦免を家康や秀忠にたびたび嘆願している。三谷幸喜は近藤が演じることによって役のイメージが膨らんでいったと述べており、最終回でも重要な役割を与えている。
石川数正（いしかわ かずまさ）
演：伊藤正之
徳川家筆頭家老。本多正信とはそりが合わない。第一次上田合戦の後、獄中の信尹の調略に応じて、当時の対戦相手であった秀吉側に出奔し、豊臣家家臣として大名となる。
徳川の機密を知り尽くしていたことから家康が放った刺客から狙われる身となり、匿われていた京で信繁と対面した際は自身を唆した信尹と昌幸に対する恨みごとをぶつけるが、逆に信繁に励まされている。
本多忠勝（ほんだ ただかつ）
演：藤岡弘、
徳川家重臣。通称は平八郎（へいはちろう）、官位は中務大輔（なかつかさのたいふ）。
名槍「蜻蛉切」と共に天下に知られた豪傑。武勇に優れているが、実直で頑固な面が強いせいか家康から若干苦手意識を持たれている。戦場では数珠を身につけ、敵味方を問わず戦死者の冥福を祈っている。昌相が家康暗殺を試みた際には、彼と渡り合って深手を負わせている。
愛娘の稲を溺愛する親馬鹿ぶりを見せ、信幸に嫁いだ稲を頻繁に訪れたり手紙を送り続けている。信幸については真面目だが面白みに欠ける人物とみなしていたが、信幸が沼田騒動で動揺する家中をまとめたことや、徳川家家臣の立場でありながら真田家軍議の席に加勢を申し出に来た忠勝をとがめたことで認識を改め、それ以降は彼のことを気に入っている。信幸が稲だけでなく、離縁後も関係が続いていた元妻・こうとの間にも子を儲けたことについては、「情けが深い証拠」として、稲を一層大切にすることを条件に許している。また実の孫の百助と義理の孫の仙千代を分け隔てなく可愛がっている。
何度戦に出ても無傷であることを誇っていたが、第38回で孫たちのために竹細工を作っていた際、小刀で指に小さな切り傷を負ってしまったことを潮に隠居を願い出る。家康に惜しまれつつも受理され、まもなく死去した。
服部半蔵（はっとり はんぞう）
演：浜谷健司
徳川家家臣で忍びの者。作中には親子2代の服部半蔵が登場する。
父親の半蔵は明智軍の追撃から逃げる家康一行が伊賀を越える際、道筋の村々に話をつけ、危機に対しては全力で押し通り、手助けした。
後に「2代目」が登場。加藤清正の暗殺など陰で暗躍する。幸村の大坂入城を阻もうとしたが、佐助たちの反撃で危機に陥り「全力で押し通る」秘策で難を逃れた。
鳥居元忠（とりい もとただ）
演：大堀こういち
徳川家家臣。通称は彦右衛門（ひこえもん）。第一次上田合戦の際の徳川方総大将。昌幸の軍略にさんざん翻弄された末に大惨敗を喫し、帰国後家康から叱責を受ける。
大久保忠世（おおくぼ ただよ）
演：中野剛
徳川家家臣。第一次上田合戦の徳川方副将。
平岩親吉（ひらいわ ちかよし）
演：東武志
徳川家家臣。第一次上田合戦の徳川方副将。第二次上田合戦にも参陣。
本多正純（ほんだ まさずみ）
演：伊東孝明
徳川家家臣。正信の嫡男。通称は弥八郎（やはちろう）。
父正信が秀忠の参謀となってからは、父に代わって家康付となる。
大井政吉（おおい まさよし）
演：岡部たかし
徳川家家臣。徳川方が上田城を請け取った際、昌幸たちの監視役となる。武田の旧臣であり、昌幸に「おおい」と声をかけられ、自分の名を知っているのかと返した。
室賀久太夫（むろが きゅうだゆう）
演：児嶋一哉
尾張徳川義直の家臣。室賀正武の子。大坂夏の陣の際、信繁を調略するため大坂城へ向かっていた信尹と信之を尋問する。二人が真田家の者と知ると、父正武の仇と気色ばむが、信之から「黙れ小童！」と一喝される。
近藤正次
演：三村晃弘
本多正信の家臣。

### 北条家
北条氏政（ほうじょう うじまさ）
演：高嶋政伸
関東地方を治める戦国大名。北条家先代当主。官名は相模守（さがみのかみ）。家臣や外交相手からは「御隠居様（ごいんきょさま）」と呼ばれている。
家康には「関八州の覇者たる誇りと自信を一人で背負い込んだような男」と評された。家督を息子・氏直に譲った後も、北条家の実権は掌握し続けている。氏政が凡庸であることを示す逸話にもなっている汁かけ飯に関しては、口に入れる分だけ汁をかけることにしており、「他国への侵略も同様に少しずつ相手の領域を奪っていく」という信条を持つという解釈で描かれている。
信長に臣従の意を示していたが、本能寺の変で信長が死んだことを知ると、上野を手に入れようと兵を進め、信濃をめぐる戦いでは、氏直の増長を抑えるために面識のない昌幸を持ち上げ、その要求にも応じたが、昌幸に様々な手段で翻弄されると次第に警戒するようになっていく。天正壬午の乱では昌幸の思惑を外して徳川と和睦を結び、真田が領有していた沼田領を要求したことから、真田と交戦状態になる。
秀吉の上洛要請に関しては、関東の覇者としての矜持から、甘んじて臣下になることを良しとせず、様々な条件を付けることで上洛を拒み、 小田原征伐では籠城しての徹底抗戦を目論んだ。劣勢に不安を抱きながらも毅然とした態度を取り続けていたが、伊達政宗が秀吉に臣従するなど孤立無援が明らかとなったため開城を決断。本来は開城と引き換えに氏直と共に助命される筈であったが、秀吉が独断でそれを反故してしまい、死を命じられてしまう。家康・景勝・昌幸らから秀吉の治世でなお生き延びるよう説得されるが固辞して、切腹し果てる。
北条氏直（ほうじょう うじなお）
演：細田善彦
氏政の嫡男。北条家当主。武家官位は左京大夫（さきょうのだいぶ）。武田信玄の外孫であり、徳川家康の娘を正室に迎えている。
熱くなりやすく、また目下の者の進言に素直に従わない傲慢な性格から、昌幸には「分かりやすい男」と評され、上杉との戦いでは、その性格を利用され裏をかかれてしまう。氏政が実権を握る中で小田原征伐に直面し、北条家滅亡の危機感を募らせる。小田原城開城後は出家のうえで助命され、高野山に送られたのち死去する。
板部岡江雪斎（いたべおか こうせつさい）
演：山西惇
北条家家臣の外交僧。北条家存続のために奔走する。
沼田領問題では秀吉の面前で信繁と対峙し、その際に信繁の口舌の巧みさと頭の良さを認め、小田原合戦の際には氏政への降伏説得のために信繁を城内に引き入れる。
秀吉没後に信繁が再会したときには、徳川からの間者として秀秋の元に身を寄せており、三成の動向を探ったり秀秋の調略を行っている。
隠居を控えて、氏直の墓参に高野山を訪れた際、九度山配流中の信繁と偶然出会う。その際に信繁がまだ武人として終わっていないことを喝破し、励ましの言葉をかける。

### 上杉家
上杉景勝（うえすぎ かげかつ）
演：遠藤憲一
越後国の戦国大名。信繁を一時人質として越後に置くが、親しく交流し心情相通じる者となった。秀吉の幕下に下り、中納言に任じられ老衆のひとりとなる。
先代の養父・上杉謙信の遺訓を守り、義を重んじる精神を貫こうとしているが、謙信の死後、領内で頻発する内紛と織田との長期戦による疲弊に苦しみ、高い理想を持ちながら現実にはそれを貫き通すことが出来ない自分を嘆いている。信繁が「『あの人のようになりたい』と望んだが、『自分のようになるな』と言われた」とする人物のひとりであり、「家を護るために信念を曲げた」と評している。
北条に攻め込まれた沼田城の救援を求める使者として出向いて来た信繁の勇気を気に入り、戦芝居の案に乗る。その信繁が人質としてやって来た時も、客人同様に迎え入れた。秀吉との謁見では信念を完膚なきまでに叩き潰され、越後国安堵のために臣従を受け入れている。豊臣の天下が定まった後に、政宗や家康を抑えるためとして、秀吉の命により越後から会津へと国替えされ120万石の大大名となる。
大坂編までは度々信繁の政治的な願いを引き受けては、その都度状況や上位者からの圧力により叶えられずにいたが、徳川屋敷襲撃未遂事件の際の三成の豊臣家に対する「義」に感じ入り、「家康を倒す」ことを三成と信繁に誓っている。三成蟄居後にはその誓いどおりに家康による会津への上杉征伐を誘発させ、大坂における三成の挙兵を促すことになったが、三成たちが関ヶ原で敗北したことで、米沢30万石に減転封となる。
大坂冬の陣では幕府側の真田家と共に真田丸を攻める事を命じられるが、幸村が機先を制して井伊と前田を挑発し撃退した戦闘を目の当たりにし、「日本一の兵」と喝采の声をあげた。戦国の世を生き抜いた者同士として、家康が心情を吐露できる相手でもある。
直江兼続（なおえ かねつぐ）
演：村上新悟
上杉家重臣。物事を冷徹かつ合理的に判断する性格で、義と情に流されやすい景勝を陰から支える実務家の切れ者。
信達の件を含め、上杉家を欺いた真田には不信感を抱いており、後に信繁が使者としてやって来た時も最初は切り捨てようとした。
第10回の戦芝居では不服な感情を抱きながらも、景勝の命を受けて上杉方の指揮を執った。信繁が人質に来た際も最初はあしらう態度をとるが、やがて少しずつ信繁のことを認めるようになる。
三成に対しては、同じ忠義には篤いが、合理的かつ冷徹に物事を運ぼうとする実務家という立場に共感して意を通じる。
秀吉没後の三成と家康の対立では、三成に与し弾劾状を送って家康を挑発し、上杉征伐へと向かわせる。三成の挙兵による徳川軍との戦いは長引くと見て、周辺諸国の敵対的動静から、反転した徳川軍を追撃しようという景勝の提案を受け入れなかった。
春日信達（かすが のぶたつ）
演：前川泰之
上杉家家臣。元武田家家老・香坂弾正の息子。
空白となった信濃をめぐる戦いの中で策略に利用され、信繁の目の前で信尹に謀殺された。この出来事は一時的に信繁の心に迷いを生じさせることとなった。
斎木（さいき）
演：黒田大輔
上杉家の奉行。
新蔵（しんぞう）
演：奥田洋平
上杉家家臣。

### 織田家
織田信長（おだ のぶなが）
演：吉田鋼太郎
天下に空前の版図を築いた戦国大名。官位は右大臣。信繁から「竜のような人だ」と評される。作中では舶来の革長靴を履いている。
信繁たちの見ている前で明智光秀に激しい折檻を加え、信繁始めその場に居た者たちを唖然とさせた。
真田家を迎え入れた直後に光秀に謀反を起こされ、本能寺の変で命を落とす。
滝川一益（たきがわ かずます）
演：段田安則
織田家重臣。
真田家の臣従後に上野の守護を任される。実直で情け深い性格の武将で、昌幸に対しては信義をもって遇しており、本能寺の変後に北条に押され始めたことで沼田城と岩櫃城を真田に返そうとさえしたほどであるが、先に真田に攻められ奪取されたことを知った際には激怒している。信長の死後、織田を立て直すため清洲会議に急ごうとするが、信濃の木曽義昌領を抜けることに手間取って参加できず、秀吉の台頭により勢力・権威が失墜する。
織田信忠（おだ のぶただ）
演：玉置玲央
信長の嫡男。
織田に仕えようとした昌幸に対し、上杉からの書状や家康からの指摘を元に厳しい態度で臨んだ。本能寺の変が起こった時、二条城にいた所を明智軍に攻め込まれ自害した。
明智光秀（あけち みつひで）
演：岩下尚史
織田家重臣。官名は日向守（ひゅうがのかみ）。玉（ガラシャ）の父。信長から激しい折檻を受けた後に、本能寺の変を起こす。しかし驚異的な速さで毛利戦から軍を戻した羽柴秀吉に山崎の合戦で敗れる。
森長可（もり ながよし）
演：谷田歩
織田家家臣。
武田滅亡後は北信濃の護りを任されるが、信長が横死したとたんに国衆の反発を受け、出浦昌相の助力を得て信濃から落ちのびる。
長崎元家（ながさき もといえ）
演：松田賢二
滝川一益の家臣。

### 豊臣家
豊臣一門 / 豊臣家臣および陪臣（秀吉時代） / 秀吉配下の大名たち / 豊臣家にまつわる女性たち / 豊臣家臣（秀頼時代） / 牢人衆

#### 豊臣一門
苗字は羽柴で、豊臣を賜姓される。豊臣は「氏」であるため、名前とつなげる場合、ナレーション以外では「とよとみのー」と表現される。
豊臣秀吉（とよとみ ひでよし）
（羽柴秀吉 → 豊臣秀吉）
演：小日向文世
天下人。織田家元重臣。通称は藤吉郎（とうきちろう）。作中での尊称は殿下。
謀反を起こした光秀を倒したことをきっかけに台頭し、関白・太政大臣にまで上り詰めていった。全国統治のための新しい着想をもって精力的に動き、意表をつく言動や気遣いや気配りの行き届いた愛嬌のある面と、冷酷で残忍な顔を巧みに使い分け、時には人を感じ入らせ、また時には震撼させ、大名や国衆を屈服させ君臨していく。小田原陥落を以て名実共に天下人として君臨し、秀次に関白の座を譲ってからもなお太閤として強い影響力を持ち続けるが、秀次とのすれ違いが続いた結果、失脚させ自刃に追い込んでしまう。
秀次の死後から心身共に老いが進行し、耄碌の症状を見せるようになった挙句、醍醐の花見における桜の木登りからの落下事故から寝たきり状態となり、自身の没後の政治体制に関する発言の不一致からくる混乱から、遺言状を巡る徳川と三成の争いを招いてしまう。挙句に譫妄からの家康暗殺を三成に命じ、暗殺が失敗に終わったその夜に生涯を閉じた。
正室の寧を重んじてはいるが、茶々を側室に迎えて寵愛していた。
寧（ねい）
演：鈴木京香
秀吉の正室。北政所（きたのまんどころ）と敬称される。関白の妻として数々の大きな役目をこなしている。落飾後は高台院（こうだいいん）と号する。
大坂城内に菜園を作って家族や家臣にご馳走を振る舞うなど、気さくで身の回りの人々には色々な心配りをする人物。一族の調和を保つため姑のなかや秀次、秀長らの中心にあって、慣れない生活や身の丈に合わぬ身分に戸惑う家族たちを陽気に励ます。尾張訛り丸出しで会話する。
秀吉が冷酷で残忍な恐ろしい男だと嫁いだ頃から判っていたが、それでも妻として支えてきたと語っている。茶々が秀吉の側室となってお棄を産んだ後も、一族の繁栄を第一に考えて行動し、他の者には出来ない秀吉への諫言や茶々への気配りも行う。表向きの政治には明るくはなく元から距離を置いていたが、秀吉没後は出家を望み政治に一切関わらないことを決意している。
茶々（ちゃちゃ）
演：竹内結子
秀吉の側室。信長の姪で浅井長政と信長の妹・市の長女。浅井三姉妹の一人。明るく奔放な性格をしている美女で、実父、兄、母、義父を秀吉に殺された過去を持つが、秀吉に庇護され大坂城で暮らしている。その後、秀吉の側室となり、聚楽第を経て拾の誕生で一時淀城に移ったため淀殿（よどどの）とも称されるようになる。秀吉没後にはお上様（おかみさま）と尊称される。
信繁を気に入り、その奔放さで振り回すだけでなく、信繁に対し互いの運命の結びつきの深さを感じている。過去に愛する人々の多くが非業の死を遂げていることから、死を恐れながらも魅入られているかのような言動をし、人の死に対して良きにつけ悪しきにつけ特異な反応をする。その後「信繁と同じ日に死ぬ」と予言をする。
秀吉の求愛を受け側室となり、秀吉待望の男子を産む。大蔵卿局は信繁に茶々が間近に死を見過ぎて「哀しむことを止めた」方であると語っているが、鶴松を亡くした際に、寧の腕の中で号泣することで、哀しみを露わにしている。その後、第2子の拾をもうけ、我が子第一になる。
方広寺の梵鐘を巡る騒動においては、片桐を疑う大蔵卿局や治長に対し「そのようなことのできる男ではない」と口先では庇いつつ、彼の提示した三つの条件は一蹴するなど軽んじる態度を見せ追い詰めてしまう。大坂城へ入城した幸村との再会を喜び、大坂の陣では幸村の意を汲むこともあるが、秀頼を抑えて自意を通すことのできる立場にある。
最終回では出陣しようとする秀頼を引き留めようとする。また豊臣方の敗戦が決定的になると、燃える天守を見つめながら秀頼や家臣らと共に蔵に立てこもり、最期を迎える。
なか
演：山田昌
秀吉の母。大政所（おおまんどころ）と敬称される。秀吉の立身出世を喜び、家康の下へ人質として差し出される際には快く引き受ける。とりが亡くなる一年ほど前に逝去している。
豊臣秀次（とよとみ ひでつぐ）
（羽柴秀次 → 豊臣秀次）
演：新納慎也
秀吉の姉方の甥。通称は孫七郎（まごしちろう）。近江宰相（おうみさいしょう）・近江中納言（おうみちゅうなごん）と呼ばれる。
長く実子がいなかった秀吉の養子で後継候補。秀吉の威光に畏れをなしており、また真意を読みきれず、その言動に怯えているが、秀吉からは豊臣家の藩屏として大きな期待をかけられており、関白の座を譲られる。
作中では文化教養に秀で、人に対しても心配りでき、根は善良で情誼に厚い人物として描かれている。きりを通じて信繁にも好意的かつ協力的。寧やなかを労ったり、きりを意識して気遣いをみせたりと女性に対する優しさを見せるが、秀吉からは「女に手が早い」と言われており、多数の側室を抱えている。また、上述の通り文化・芸能の面では高い教養を具えている一方で政治的な思考能力はあまり高くなく、政務会議においては秀吉からの質問に対し上手く答えることができなかった。
天下人の後継者としては政務に通じてはいないところもあり、理や情義を汲んだ上で、裁定や策や事の軽重をはかることはできるが、秀吉の思惑や政治の裏事情を読み取るまでには至らず、昌幸や家康からは「愚鈍ではないが、秀吉の後を継いで天下を治めるには繊細にすぎる」と評された。娘たかは、「弱い人であり、自分がどう思っているかより、人にどう思われているかが大事な人」「悪い人ではないが、波がある」と言っており、寧や正則ら豊臣一門からも、「優し過ぎる秀次が過分な重責を担っている」と理解されている。
拾が産まれたことや秀保の死に対する秀吉の態度から、秀吉にとって自分が邪魔者となっているのではと不安を抱き、秀吉の期待からの言動を誤解したことで更に追い詰められ、関白の職にありながら出奔してしまう。事態を取り繕うための周囲の行動のことごとくがすれ違い、疑心暗鬼に疲れ果てたあげく、高野山で自刃に及んだ。その行動は心弱さゆえに温情を無碍にしたと秀吉の逆鱗に触れ、公には謀反を試みたことにされ、残された妻子侍女30人以上が処刑された。
豊臣秀長（とよとみ ひでなが）
（羽柴秀長 → 豊臣秀長）
演：千葉哲也
秀吉の弟。通称は小一郎（こいちろう）。大和宰相（やまとさいしょう）・大和大納言（やまとだいなごん）と呼ばれる。
兄の天下取りを支えた功臣。温和で気さくな人物で家族からも慕われる。家康上洛に際しては接待役として働く。
今の豊臣政権を「誰もが身の丈から外れた地位と暮らしに溺れかけている」と憂いている。後に病を患い床に伏せがちとなるが、最後のお役目として、豊臣政権に害を成しかねないとして利休偏重を秀吉に諌め、その後この世を去る。
小早川秀秋（こばやかわ ひであき）
（木下辰之助 → 豊臣秀俊 → 小早川秀俊 → 小早川秀秋）
演：浅利陽介（幼少期：齋藤絢永）
寧の兄方の甥。幼名は辰之助（たつのすけ）。金吾中納言（きんごちゅうなごん）と呼ばれる。
拾が誕生した後、小早川家へと養子に出された。
秀吉没後の徳川屋敷襲撃計画では、秀家と共に三成に味方し、その後関ヶ原の合戦でも三成方西軍に属していたが、割り振られた役割には不満や自信の無さを抱えており、関ヶ原本戦では家康と内通し寝返ったことが片桐且元の口から語られた。この件で宇喜多秀家らに責められる幻影に苛まれ、21歳の若さで謎の死を遂げる。
宇喜多秀家（うきた ひでいえ）
演：高橋和也
秀吉の猶子。秀吉の養女の婿。通称は備前宰相（びぜんさいしょう）、備前中納言（びぜんちゅうなごん）。老衆のひとり。
豊臣家との血縁はないが一族として扱われ、豊臣家に対して絶対の忠誠を尽くすことを信念にしている。能の名手として知られ、秀吉の歓心を得ようとする秀次らに稽古も付ける。
秀吉没後には家康に反発して早くから三成に与し、徳川屋敷襲撃計画では三成の数少ない味方になり、上杉征伐時には大坂での挙兵にも加わった。関ヶ原の合戦でも西軍側で戦い、敗戦後に捕えられ八丈島に配流となった。
豊臣秀勝（とよとみ ひでかつ）
演：堀越光貴
秀次の弟。
朝鮮出兵の際、出征先で戦病死した。
豊臣秀保（とよとみ ひでやす）
演：三津谷亮
秀次の弟。秀長の養子。大和中納言（やまとちゅうなごん）と呼ばれる。
拾が亡き鶴松と同じ数え年3歳に達する年に若くして病死したため、その死を不吉とした秀吉は葬儀を行わないなど冷淡な態度を取り、そのことが秀次を更に追い詰める結果となった。
豊臣秀頼（とよとみ ひでより）
（拾 → 豊臣秀頼）
演：中川大志（幼少期：鳥越壮真 / 少年期：石田星空）
秀吉と茶々の第2子。出生時の幼名は拾（ひろい）。通称は藤吉郎（とうきちろう）。官名は右大臣（うだいじん）。
秀吉の晩年の衰えから、武家としては異例の5歳で元服している。
長じて家康を畏怖させるほどの威勢を備えた聡明で凛々しい青年になるが、方広寺鐘銘事件から起きた側近間の争いを収めることができず、徳川幕府による大坂攻めを招いてしまう。大坂の陣が始まると幸村や牢人たちの意気に感じ入り、献策を尊重する意志を見せてはいるが、茶々や大蔵卿局から意見を強く主張されると逆らえないこともある。
最終回では信繁らの要請により出陣を決意し支度を整えるが、大蔵卿局や茶々に止められた上、大野治長により馬印が引き上げられたことで機会を失う。最期ら茶々や家臣らと運命を共にする。
千（せん）
演：永野芽郁
秀頼の正室。秀忠と江の長女。
秀頼と運命を共にする立場だが内心では死を恐れており、その事を幸村に見抜かれる。大坂城の落城直前に幸村の意を受けたきりの手引きで城から脱出、徳川の本陣に送り届けられる。
鶴松（つるまつ）
演：早坂ひらら（乳児期：佐藤一和）
秀吉と茶々の第1子。出生時の幼名は棄（すて）。数え年3歳で病没した。

#### 豊臣家臣および陪臣（秀吉時代）
石田三成（いしだ みつなり）
演：山本耕史
豊臣家家臣。官位は治部少輔（じぶのしょう）。通称は佐吉（さきち）。
生真面目な性格で、不正を嫌い正論や合理性で物事を推し進め、そのことで生じる人々の心情や軋轢に頓着しない態度をとるため、周囲の者には冷淡な印象を与えており、会った当初の信繁からは「人を不快にさせる何かをもっている」と言われ、同じ陣営の秀家にも「どうにもイラッとさせる男だ」と評され、秀秋も同意している。実際には情が深く、戦の無い太平の世を築くために、豊臣家への忠勤に努めている。聚楽第落書事件の際には、事件に無関係な者達をも処刑しようとする秀吉を命を賭けて押しとどめようとした。
他者を価値があるかどうかで区別しており、信繁に対しても当初は冷淡な態度を取っていたが、信繁が秀吉に気に入られてからは、本音や心情を見せるようになる。
緻密な計画を立てて着実に実行することを得意としている反面、予想外の事態に臨機応変に対処することを苦手としている。また戦の指揮や謀りごとには慣れておらず、第23回と第24回の忍城の戦いにおいては、自身の見積りに従って攻め落とすことに失敗し、昌幸の助力で開城にこぎつけている。
死の間際に秀吉が発した「家康を殺せ」という言葉を真意として受け取って家康暗殺を試みるが失敗し、秀吉の死後には徳川屋敷襲撃を目論むが自らの信用や立場を損なって未遂に終わった。このことで却って家康の天下への野望に火を点けた上に、世を乱し政の私物化を企んでいるとみなされ、自らを敵視する大名・諸将を増やしてしまう状況に陥る。利家没後には、豊臣恩顧の大名7将の襲撃の標的とされたことから、事態収拾のため奉行職から退けられ、自領の佐和山に蟄居となる。しかし家康を倒すことをあきらめておらず、上杉景勝・宇喜多秀家ら反家康派の武士を味方につけ、家康が上杉征伐のため会津に向かった機を狙って吉継らと共に挙兵。関ヶ原の合戦に臨んだものの敗北し、逃亡したが捕らえられ刑死した。
加藤清正（かとう きよまさ）
演：新井浩文
豊臣家家臣。秀吉の祖母方の再従兄弟。官位は主計頭（かずえのかみ）、のち肥後守（ひごのかみ）。通称は虎之助（とらのすけ）。天下人に上り詰めていく秀吉に対し複雑な心境を抱く一方で、自身が出世して得た官名を気に入っている。
三成とは反発し合いながらも、屋敷を訪れて酒を飲んだり、家康襲撃の企てに必死になって翻意を促したりと、親交があるように描かれている。秀吉没後には三成の心情を慮るものの撥ね付けられ、三成襲撃に加わることとなった。
大坂城では秀吉の意も汲み、茶々に気に入られた男たちを何人か謀殺しており、信繁に対して殺意を向けたこともある。九州攻めの準備を命じられる形で、肥後に遠ざけられる。朝鮮出兵を控えて九州入りした信繁と再会した際には、遺恨を水に流して歓待した。
関ヶ原の合戦前に三成から豊臣家の行く末を託され、三成亡き後は秀頼をあくまで主家とする立場をとり、家康と秀頼の二条城での対面にも強引に同席する。しかしこのときの態度を危惧した家康の意向により、正信の指示を受けた二代目・服部半蔵に毒針を打たれ、会見の数か月後帰国途中に体調を崩して急死する。
片桐且元（かたぎり かつもと）
演：小林隆
豊臣家家臣。官位は東市正（いちのかみ）。通称は助作（すけさく）。秀吉の側におり、信繁とは概ね好意的な交流がある。善良な性格だが気が弱く小心で、しばしば胃痛に悩まされ胃薬を常備している。また少し間の抜けたところがあり、ときどきの状況に際して臨機応変な対応が出来なかったりすることから、古馴染みの家臣からは影で「ぬけ作」と呼ばれている。元浅井長政家臣で、茶々をそのころから見守ってきていた。賤ヶ岳の七本槍のひとり。
第16回から第17回では、真田征伐について、秀吉の真意を明かされぬまま徳川への征伐を許可する旨の使者を務めたため、征伐撤回命令の際には、事情の判らぬまま家康に責められるという役回りとなってしまう。
作中では、秀吉死去の夜に殿居を務めていた。居眠りのため秀吉の死に立ち会うことはできなかったが、周囲にはそのことを隠し、秀吉の最期をみずから看取ったと伝えている。秀吉没後には秀頼や寧の側近くに仕え、三成から幼少時の秀頼に贈られた桃の木の世話もしていた。
方広寺の梵鐘の銘文を巡る騒動においては、幾度も家康へ釈明の機会を求めるが果たせず、その間に家康と面会した大蔵卿局から受けた嘲りに対する憤りから、自身で考えた打開策を徳川からの条件とでっち上げてしまったことで大坂方の信頼を損なった上、治長から命を狙われていると知って大坂城から出奔する。このことが、豊臣方が徳川との取次役を一方的に処断したとして、幕府による大坂攻めにつながることになる。大坂出奔の後でも豊臣家への想いは強く、九度山を訪れて信繁に大坂城入城を懇願する。その後は家康の傘下に入るが、今までの豊臣の対する忠義を労われるなど、且元の性格や不遇な現状を見越した家康の慰撫や口車に乗せられて、豊臣家の重要機密を明かしてしまう。大坂冬の陣では家康に聞かされていた意図と逆の目的で教えた情報を使われ、豊臣家を裏切ったことを悔いながら、数ヶ月後に没することになるが、大坂夏の陣の最中に寧を訪ね、共に豊臣の命運に想いを馳せていた。
福島正則（ふくしま まさのり）
演：深水元基
豊臣家家臣。秀吉の叔母方の従兄弟。幼名は市松（いちまつ）、官位は左衛門大夫（さえもんのだいぶ）。
豪快な性格で大の酒好き。清正よりも三成に対する反発が強く、秀吉没後には三成襲撃に及ぶ。上杉征伐のおける三成の挙兵の際にも家康に味方し、三成方であった岐阜城を落としたことで、戦局を大きく動かし関ヶ原での決戦へと進めることとなった。
大坂の陣では表立って豊臣に味方はできなくなっていたが、大坂に兵糧を届けようと、かつては同じ賤ヶ岳の七本槍だった平野と共に信之に協力を要請する。
立花権三（たちばな ごんざ）
演：吉田ボイス
秀吉の馬廻衆。色白の優男で、茶々に気に入られ秀吉の前で自身も満更でもない様子を見せていたが、茶々に執心している秀吉の不興を察した清正により井戸に落とされ死亡し、その欠員を埋める形で信繁が馬廻衆となる。
大谷吉継（おおたに よしつぐ）
演：片岡愛之助
豊臣家家臣。官位は刑部少輔（ぎょうぶのしょう）。秀吉の斡旋で娘・春が縁付いて正室になったことから信繁の岳父となる。
三成の友人で良き理解者。三成とは対照的に柔軟な考えの持ち主で、また過度に思い入れをしない引いた視点から物事を判断し、三成が取りこぼしがちな周囲の人間関係を円滑に運ぶために気を配り労をとる一方、目的達成のため謀略に手を染めることもいとわない。
第28回の頃には、健康を害し病床に伏すようになり、奉行職への就任要請も病身を理由に辞退するが、折々に三成や信繁の相談にのり助言している。
三成が家康襲撃を企てた際には、三成が事態を収拾できずに自滅することを避けるため、あえて家康の屋敷に馳せ参じた。しかし、1年後の上杉征伐の際には挙兵した三成に同心し、病身をおして自ら諸将に家康討伐の檄文を送り関ヶ原の戦いに参戦するが、三成とともに敗北し自刃した。
平野長泰（ひらの ながやす）
演：近藤芳正
豊臣家家臣。馬廻衆筆頭。賤ヶ岳の七本槍のひとり。官位は遠江守（とおとうみのかみ）。
用務を部下に押し付けようとしたり、目上の者がいない場では勤務態度が厳正ではないなど、面倒事を嫌う。頻繁にスルメをかじっている。
信繁が秀次付となった際は自身も秀次のそばで働かせるよう信繁に口添えを頼むが、秀次の死によって馬廻衆の職を解かれ、信繁に逆恨みの言葉をぶつけて去った。後に徳川家に仕官し、第二次上田合戦の際に信繁とは敵方として相対することになる。
大坂の陣の際には、徳川側の家臣でありながら、豊臣恩顧の大名ですら大坂方に味方しない情勢を憂い、正則と共に信之に大坂城への兵糧の運び込みへの協力を持ちかける。しかし結局信之は兵糧の提供はしたものの運搬には関与できなかった。長泰自身は徳川方として参陣しているところを信之に発見され、兵糧は徳川方に見つかりすべて奪われてしまったと述べている。
尾藤道休（びとう どうきゅう）
演：横田栄司
聚楽第の門番。聚楽第楽書事件の際、下手人が梯子から転落した痕跡があり、事件の起こった夜に高所からの転落で重傷を負っていたことで下手人の疑いをかけられたが、本人は「字が書けない」と述べ容疑を否認している。しかし、事故の後遺症によって死亡したことから、信繁らによって事態収拾のため下手人として偽装される。
長束正家（なつか まさいえ）
演：木津誠之
豊臣家重臣。五奉行の一人。
島左近（しま さこん）
演：玉置孝匡
石田三成の重臣。文吏の三成とは対照的に、武勇をもって鳴る人物。
湯浅五助（ゆあさ ごすけ）
演：片岡愛一郎
大谷吉継の家臣。関ヶ原の戦いに敗れた後、吉継の介錯を勤める。

#### 秀吉配下の大名たち
細川忠興（ほそかわ ただおき）
演：矢柴俊博
豊臣配下の大名。官位は越中守（えっちゅうのかみ）。妻は明智光秀の娘・玉（ガラシャ）。
三成の徳川屋敷襲撃計画の際に、三成から直接味方を要請されたが、このときの対応に怒って家康に味方し、その後の三成襲撃にも参加する。関ヶ原の戦いでも家康に与する。
前田利家（まえだ としいえ）
演：小林勝也
豊臣配下の加賀の大名。官位は権大納言（ごんのだいなごん）。秀吉の盟友であり、老衆のひとり。秀頼の後見。
豊臣恩顧の大名の信頼も篤く、三成と家康の対立や七将の三成に対する反発に関しては高齢の病身を押して事態収拾のための労をとっていたが、第34回で没する。
前田利長（まえだ としなが）
演：萬雅之
豊臣家家臣。利家の嫡男。老衆代理を務める。
毛利輝元（もうり てるもと）
演：浅地直樹
豊臣配下の大名。官位は中納言（ちゅうなごん）。老衆のひとり。
三成の挙兵の際には、大坂方の総大将として迎い入られ、大坂城に留まる。
浅野幸長（あさの よしなが）
演：斉藤マッチュ
豊臣配下の大名。
三成襲撃に加わる。
黒田長政（くろだ ながまさ）
演：大神拓哉
豊臣配下の大名。
三成襲撃に加わる。
蜂須賀家政（はちすか いえまさ）
演：佐野功
豊臣配下の大名。
三成襲撃に加わる。
藤堂高虎（とうどう たかとら）
演：日野誠二
豊臣配下の大名。
三成襲撃に加わる。

#### 豊臣家にまつわる女性たち
大蔵卿局（おおくらきょうのつぼね）
演：峯村リエ
茶々の乳母。大野治長の母。
茶々と秀頼を護るため、秀吉没後の大名諸将の対立に関しては、特定の勢力に対する肩入れや助勢を固く拒否する立場を取っている。方広寺の梵鐘の銘文を巡る騒動では、茶々や治長と共に片桐を糾弾する方針を取った。
大坂の陣では参集した牢人たちに不信を持ち、危険視している。そのため冬の陣の後の和平交渉では阿茶局に乗せられ、豊臣家に表向きは有利だが実際には不利な条件を呑まされることになる。
うた
演：吉本菜穂子
三成の正室。
気難しい三成に対しても合わせ、善く添っている。信繁に会った当初は三成と同じく、取り付く島もない素っ気ない態度で接していた。
関ヶ原の戦いの後は清正に保護されていた。大坂で敗戦の処分待ちの信繁を三成最期の様子を伝えるために訪れ、「あのお方は豊臣家のことしか考えておりませんでした」と繰り返し訴えた。
玉（たま）
演：橋本マナミ
忠興の正室。明智光秀の娘。キリシタンで、洗礼名はガラシャ。自邸に隠し礼拝所があり、禁教下にあっても信仰に篤い。
わくさの使いとしておもむいたきりと知り合い、秀吉没後にはきりを侍女とし、キリシタンの信教について教えていた。関ヶ原の戦いの際に徳川側に付いた忠興からの言いつけに従い、三成側の人質にされぬよう邸に火を放ち自害しようとする。駆けつけたきりの説得によって正気に戻り逃げようとするも既に遅く、駆け付けた家臣によって殺害される。
わくさ
演：円城寺あや
寧の侍女。豊臣家家臣・小西摂津守の母。キリシタンで、洗礼名はマグダレナ。
初（はつ）
演：はいだしょうこ
茶々の妹。浅井三姉妹の一人。若狭国小浜城主・京極高次の正室。号は常高院（じょうこういん）。
姉が大坂城と共に滅ぼうとしているのではないかと懸念を抱いている。冬の陣の後の和平交渉では幸村から豊臣方の使者に指名されるが、「心細いから」という理由で大蔵卿局にも同行を依頼。結果として交渉の主導権は阿茶局と大蔵卿局に握られ、同じく同行したきりの助け船も空しく、徳川方の思うがままの和議の条件を呑まされることになる。
寸
演：大西礼芳
茶々の侍女。きりを経験豊富で有能な侍女として尊敬している。大坂冬の陣において、大坂城へ撃ち込まれたカルバリン砲の砲撃の犠牲となり、命を落とす。

#### 豊臣家臣（秀頼時代）
大野治長（おおの はるなが）
演：今井朋彦
秀頼の側近。母は大蔵卿局。官位は修理大夫（しゅりのだいぶ）。方広寺の梵鐘の銘文を巡る騒動では、茶々と大蔵卿局と共に片桐を糾弾する方針を取った。
当初は織田有楽斎や大蔵卿局ら豊臣家の慎重派と、主戦派である牢人衆との間で板挟みとなるが、次第に牢人衆の主張を受け入れるようになる。
大坂夏の陣では、秀頼に出馬を促そうとして、千成瓢箪の馬印を掲げたまま城内へ戻ったため、これを見た味方の兵に敗走を誤解させるきっかけを作ってしまった。
木村重成（きむら しげなり）
演：白石隼也
豊臣家家臣。官名は長門守（ながとのかみ）。
大坂冬の陣が初陣で、真田丸における信繁達の戦いぶりを目の当たりにして、牢人衆と意を通じるようになる。大阪夏の陣では、又兵衛がすでに戦死していることを知らないまま、彼を援護するために家康本隊を迎撃し、乱戦の中で討ち死にを遂げる。
織田有楽斎（おだ うらくさい）
演：井上順
茶々の叔父。信長の弟。
大坂の陣では大蔵卿と同じく牢人たちを危険視し、また見下してもいる。戦に勝つよりは穏健な決着を模索しているため、幸村の勝つための献策のことごとくに反対の立場を取り、茶々と秀頼の安寧のためとして徳川とも内通している。夏の陣を前に徳川への内通が幸村に露見したため、大坂城から去り、その後は茶人として余生を送る。
大野治房（おおの はるふさ）
演：武田幸三
豊臣家家臣。治長の弟。母は大蔵卿局。通称は主馬（しゅめ）。
人柄が良いとされるが無口で強面な人物で、周囲には無愛想な印象を与えている。
大坂冬の陣の後、大坂城の蔵を勝手に開けて取り巻きの牢人衆に金銀を分け与え、治長に叱責される。また豊臣や戦の行く末に関する方針の意見の相違もあって、治長を城内で殴打している。さらに埋められた堀を掘り返し、徳川方が再度開戦する口実の一つとなった。大坂夏の陣では秀忠の陣に迫るが、秀忠本人を取り逃がし、その後については描かれていない。
大角与左衛門（おおすみ よざえもん）
演：樋浦勉
大坂城の台所頭。過去には信長にも台所番として仕えていた。秀吉が生きていた時期より任を勤めているため、馬廻り時代の幸村も知っていた。
幸村や牢人たちが策を練ったり、密かな談合をするために台所の板の間を使う際には酒肴を用意してくれている。
妻と娘が秀吉に手篭めにされたことを苦に自害してしまったという過去を持ち、秀吉への怨嗟から大坂の陣では徳川の内通者として暗躍しており、夏の陣では内通の現場を目撃した与八を殺害する。内通が露見した際に幸村を欺くための自傷を幸村に害されたと偽って秀頼を混乱させて出陣への決断を遅らせた上に、豊臣家と大坂城が消え去ることを望み、自らも油をかぶり台所に火をつけ、豊臣方が優勢であった戦の流れを変えるきっかけを作る。

#### 牢人衆
長宗我部盛親（ちょうそかべ もりちか）
演：阿南健治
豊臣配下の土佐の大名。四国を統一した長宗我部元親の四男で家督を継ぐ。官位は土佐守（とさのかみ）。
秀吉没後、家康が開いた宴には参加していたが、関ヶ原の戦いでは西軍について改易となった。大坂の陣では家臣の奨めから、失った所領を取り戻すべく豊臣方に加勢する。大坂城では幸村と同室となり、強面な外見だが自らは気が小さく、また戦も苦手と打ち明けている。
大坂夏の陣では重成と共に河内路に陣を敷き家康本隊と遭遇、奮戦するも八尾・若江の戦いに敗れて行方不明となる。
明石全登（あかし てるずみ）
演：小林顕作
宇喜多秀家の元重臣。官位は掃部頭（かもんのかみ）。
篤信のキリシタンで、又兵衛からは「バテレンさん」という愛称で呼ばれている。家臣たちもキリシタンで占められている。宇喜多家が改易された後に牢人となった。且元と共に九度山の信繁を訪れ、自身も江戸幕府による禁教令に抵抗し大坂城に入城する。
大坂夏の陣では最後の戦いまで生き残っていたが、その後については描かれていない。
後藤又兵衛（ごとう またべえ）
演：哀川翔
黒田家元重臣。諱は基次（もとつぐ）。
信繁とは三成襲撃事件のおりに、黒田家家臣として出会っている。黒田家を出奔し牢人となったのち、江戸幕府と豊臣家の戦が近づく中で大坂城に入城する。好戦的かつ粗暴な振る舞いが目立ち、信繁が牢人衆の指揮をすることを快く思っていなかったが、徐々に同心していく。
大坂夏の陣では、本多正信の策略に嵌ってしまい、徳川への内通の噂を打ち消すことに焦り、幸村達の援軍を待たずに出撃して道明寺で奮戦するが、伊達軍に討ち取られる。
毛利勝永（もうり かつなが）
演：岡本健一
豊臣配下の小大名。官位は豊前守（ぶぜんのかみ）。
関ヶ原の戦いで西軍について改易となり、己の力を試すため豊臣側に加勢、大坂城に入城する。又兵衛と同じく、入城した当初は幸村に対抗するような態度で接していたが、信頼するようになっていく。
鉄砲の名手であり、真田丸の攻防にも守備隊の一人として参加、見事な狙撃の腕前を披露する。
大坂夏の陣では徳川側に猛攻をかけ、最後の戦いまで生き残ったが、その後については描かれていない。
塙団右衛門（ばん だんえもん）
演：小手伸也
豊臣家牢人衆。前歴は加藤嘉明の元で鉄砲奉行をしていた。
大坂の陣の戦に勝ち、大名になる望みを持つ。出会う相手には大声で「塙団右衛門でござる」と名乗り、「塙団右衛門参上」と書いた木札を渡している。また戦場では倒した敵の体に同じ木札を残している。大坂冬の陣では、幸村に追認される形で徳川方の陣に夜襲をかけた。
大坂夏の陣では、緒戦の樫井にて額を敵の鉄砲で撃ち抜かれ、笑みを浮かべたまま討死する。
たけ
演：今泉マヤ
塙団右衛門の妻。

### 伊達家
伊達政宗（だて まさむね）
演：長谷川朝晴
陸奥国の戦国大名。官位は越前守（えちぜんのかみ）。大坂の陣の頃には陸奥守となっている。信繁とは同い年。
北条家と同盟しているが、小田原征伐の際には、伊達家存続のために秀吉への臣従を決断した。天下への野心や未練があり、生まれた時代や場所が悪かったことを信繁に吐露している。
秀吉没後には家康や正信の催す宴に参加しており、自分の娘と家康の息子の縁組を結んでいる。三成による徳川屋敷襲撃計画の際には、徳川屋敷に駆けつけ、意気盛んな様を諸将の前で見せている。
大坂夏の陣にも参戦し、幸村の軍勢とも戦うが、景勝と共に幸村の戦い振りを賞賛している。幸村に見込まれて、密かに妻子の保護を懇願され、春と大助以外の子どもを引き取って匿う。
創作において政宗が刀鍔型をした眼帯などで右目を覆う慣習は後世の後付け設定であるという説が濃厚であるが、「誰だか分からなくなる」として白い包帯を採用した。
地元の郷土菓子であるずんだ餅が好物で、自ら作ったりもする。大坂夏の陣においても匿った春たちにずんだ餅を振る舞った。
片倉景綱（かたくら かげつな）
演：ヨシダ朝
伊達家家臣。常に政宗と共に行動しており、大坂の陣でも政宗の側に着いている。政宗がずんだ餅を作る際には手伝ったりもする。
伊達秀宗（だて ひでむね）
政宗の嫡男。関ヶ原の戦いの際に三成方の人質にとられた。

### その他の人々
上方の人々 / 東国の人々 / 九度山の人々

#### 上方の人々
茂吉
演：小川隆市
近江国の住人。
本能寺の変後の逃亡の際に、崖から落ちた松を保護する。
千利休（せん の りきゅう）
演：桂文枝
堺の茶人にして商人。秀吉の相談役だが、三成と吉継からは警戒されていた。
豊臣家にさまざまな物品を納入する一方で、北条家にも鉄砲の弾丸の材料となる鉛を売っており、小田原城開城の直前に回収を済ませて証拠隠滅を図った。しかし信繁が持ち帰った極印入りの鉛塊によって利敵行為が三成と吉継に発覚し、秀長が秀吉に諫言したことによって、大坂を追放の上堺の自宅に蟄居するよう命じられ、さらに吉継の策謀によって切腹させられた。
その後、大坂城内の中庭に舶来の馬上筒を埋めていたことが判明し、幸村はこれを大坂夏の陣で利用する。
吉野太夫（よしのたゆう）
演：中島亜梨沙
大坂の名妓。吉野太夫の初代。
秀吉のお気に入りで、大坂に上ったばかりの信繁が秀吉に連れて行かれたことで出会っている。昌幸が秀吉への臣従のために上洛したときには、秀吉からの接待と偽って信繁が自腹で席を設けたことを承知で昌幸を遇した。
後に豊臣から任された伏見城普請から抜け出した昌幸に足繁く通われていたが、そのときの太夫は、徳川からの間者が成りすました偽者であったため、昌相から成敗された。
出雲阿国（いずものおくに）
演：シルビア・グラブ
舞踊を生業とする、歩き巫女一座の長。作中には2代の出雲阿国が登場する。
一座に身寄りのない娘を多く迎えて踊り子としており、記憶を失っていた松を保護し、藤として一座に加えていたが踊りのできの悪さに困っていたため、信繁の引き取りたいとの申し出をすぐに受け入れる。
第44回では代替わりした阿国が登場し、信之からの書状を託された松が真田の陣へ入るための手助けをする。
助左衛門（すけざえもん）
演：松本幸四郎
堺の豪商。呂宋助左衛門（るそん すけざえもん）、納屋助左（なや すけざ）とも呼ばれる。外国の産品を諸大名に高値で売り付け、差益で貿易を拡大し、得た富を世の中へ還元することを信条にしている。
反骨精神が旺盛な性格で、自ら「あらゆる弱き者たちの守り神でござる」と称する。
信繁の依頼を快諾し、秀次の娘・たかを呂宋に逃がし、保護する。
吉蔵（きちぞう）
演：水橋研二
大工の棟梁。洗礼名はフランシスコ。伏見城普請に加わっていた。玉の隠れ礼拝所にも通っているが、漂着した南蛮船を接収するための方便として始められたキリシタンの弾圧の際に、玉やきりから引き止められるも自ら出頭し、殉教した。
西笑（せいしょう）
演：清田正浩
僧侶。朝鮮役の際には外交僧として働き、秀吉没後には家康に上杉討伐に繋がる上杉からの書状を取り次いだ。
通（つう）
演：八木亜希子
京都の人。元は寧の侍女の指南役。小野お通（おの の おつう）とも言う。九度山に配流された昌幸・信繁親子の赦免を図って、高台院への取り次ぎを依頼するため、信之がたびたび面会する。その後、信之は彼女と過ごすひとときに安らぎを感じるようになり、取り次ぎの依頼とは関係なく通うようになる。しかし、後に信之と面会しているところを稲とこうに踏み込まれ、その際に信之や他の男たちから金をとっていることが判明する。
清韓（せいかん）
演：植本潤
京都南禅寺の長老。方広寺梵鐘の銘文を起草するが、その中の趣向を凝らした語句が徳川方から問題視され、片桐出奔のきっかけとなった。
楊西堂（ようせいどう）
演：中澤功
僧侶。

#### 東国の人々
治兵衛（じへえ）
演：柏木風太朗
越後国・上杉領の漁民。北浜の長。漁業権を巡る南浜との揉め事を収めるため、鉄火起請に挑むことになったが、直前で恐れだし信繁の機転で助けられる。
又吉（またきち）
演：上川周作
越後国・上杉領の漁民。南浜の総代。北浜との揉め事を、信繁の機転と景勝の仲裁によって、鉄火起請ではない方法で収められた。
五兵衛（ごへえ）
演：水嶋義人
玉縄（本多正信領）の農民。

#### 九度山の人々
長兵衛（ちょうべえ）
演：木之元亮
九度山村の村長。
信繁たちが来たばかりのときは厄介者扱いの態度を隠さなかったが、信繁たちが村に馴染んでいくと共に態度を軟化させて信頼関係を築き、九度山脱出の際には間接的に協力する。
竹本義太夫（たけもと ぎだゆう）
演：宮下誠
浅野家家臣。
浅野家の領内である九度山に流罪となった昌幸や信繁に蟄居生活における注意を伝え、村民に一行を監視させている。徳川家と豊臣家の戦が近づいた際も信繁を牽制するが、信繁の策にかかって九度山脱出を許してしまう。
九兵衛（きゅうべえ）
演：大内田悠平
九度山村の若者。信繁の九度山脱出の際に、同行することを希望し、手助けして共に大坂入りするが、夏の陣にて戦死する。
七
演：富山えり子
九兵衛の妻。夫の大坂行きには反対していた。

## スタッフ

### 本編
- 作：三谷幸喜
- 音楽：服部隆之

- テーマ音楽演奏：NHK交響楽団
- テーマ音楽指揮：下野竜也[注釈 8]
- ソロヴァイオリン：三浦文彰
- 演奏：フェイスミュージック
- 尺八演奏：小湊昭尚
- 題字：挾土秀平[41][注釈 9]
- 語り：有働由美子[42]
- 副音声解説：宗方脩
- 時代考証：黒田基樹[注釈 10] / 平山優 / 丸島和洋[注釈 11]
- 風俗考証：佐多芳彦
- 衣裳考証：小泉寛明
- 殺陣武術指導：中川邦史朗[注釈 12]
- 所作指導：橘芳慧
- 馬術指導：田中光法
- 書道指導：金敷駸房
- 仏事指導：安藤実英 / 金嶽宗信
- 囲碁指導：桑原陽子 / 桂篤 / 穂坂繭
- 芸能指導・考証：友吉鶴心
- お灸指導：小林潤一郎
- 華道考証：海野美水
- わら仕事指導：澤井榮
- 茶道指導：小澤宗誠
- 算木指導：佐藤健一
- 医事指導：酒井シヅ
- 猿回し指導：間中利美
- 能シテ指導：山井綱雄
- 能ワキ指導：舘田善博
- 将棋指導：堀口弘治
- 真田ひも考証：和田伊三男
- 刺しゅう指導：江上芳子
- 砲術指導：佐山二郎
- 京ことば指導：井上裕季子
- 信州ことば指導：丸山明恵
- 尾張ことば指導：稲垣あけみ
- タガログ語指導：高柳マリア
- 特殊メイク：江川悦子

- 資料提供：大牟田市立三池カルタ・歴史資料館 / 寺島隆史 / 矢部健太郎 / 柴裕之 / 小川雄
- 3D地図監修：シブサワ・コウ
- 戦国軍事考証：西股総生
- 大坂城資料提供：木岡敬雅
- 真田丸城郭考証：千田嘉博
- タイトル映像：新宮良平
- VFXプロデューサー：結城崇史
- 特殊造型：マーク・ラッパポート
- 撮影協力：長野県 / 群馬県 / 和歌山県 / 山梨県 / 長野県上田市 / 長野県茅野市 / 長野県軽井沢町 / 長野県富士見町 / 長野県原村 / 長野県須坂市 / 長野県松本市 / 山梨県韮崎市 / 山梨県北杜市 / 岩手県奥州市 / 岩手県遠野市 / 茨城県つくばみらい市 / 茨城県常陸大宮市 / 千葉県富津市 / 千葉県君津市 / 千葉県大多喜町 / 群馬県東吾妻町 / 岡山県高梁市 / 和歌山県高野町 / 和歌山県九度山町
- 制作統括：屋敷陽太郎 / 吉川邦夫
- プロデューサー：清水拓哉 / 吉岡和彦 / 家冨未央
- 演出：木村隆文 / 吉川邦夫 / 田中正 / 小林大児 / 土井祥平 / 清水拓哉 / 渡辺哲也 / 保坂慶太

### 真田丸紀行
本篇に登場した地名や人物、建物・関連物について、現在の地理や残された資料・史跡をもとに解説・補足を行うミニコーナー。真田丸の4部構成にともないコーナーのBGMも変化した。
- 語り：小田切千
- ピアノ演奏：辻井伸行（第1回 - 第13回、第32回 - 第49回）
- ヴォーカル：波多野睦美（第14回 - 第31回）
- ヴァイオリン演奏：服部百音（第41回 - 第49回）

## 放送

### 通常放送時間
- NHK総合：毎週日曜 20時 - 20時45分
- BSプレミアム：毎週日曜 18時 - 18時45分
- （再放送）NHK総合：毎週土曜 13時5分 - 13時50分

#### ダイジェスト
「5分で分かる真田丸」
放送翌日0時5分 - 0時10分（放送当日の深夜）に総合テレビで5分間のダイジェスト版（字幕あり、解説なし）を放送する。
日曜早朝に再放送が行われる。
また、番組ホームページ、YouTube、ニコニコ動画、GyaO等でもネット配信が行われており、そちらでも視聴することも可能。

### 放送日程
- 初回は各局とも15分拡大。
- 第27回は総合テレビのみ、参院選の開票特番（7月10日19時55分 - 11日4時30分）のため、50分前倒しで放送[46]。
- 第30回は総合テレビのみ、2016年東京都知事選挙の開票速報（7月31日20時 - 20時50分）のため、45分前倒しで放送[47]。
- 最終回は総合テレビでは20時 - 20時55分に放送された[48][49]。

| 放送回                                                                                                | 放送日   | サブタイトル | 演出     | 紀行                                                                                               | 地上波視聴率 | BS視聴率 |
| --- | -------- | ------------ | -------- | -------------------------------------------------------------------------------------------------- | ------------ | -------- |
| 第01回                                                                                                | 01月10日 | 船出         | 木村隆文 | 上田城跡公園（長野県上田市） 新府城跡（山梨県韮崎市） 大阪城公園（大阪府大阪市）                   | 19.9%        | 3.3%     |
| 第02回                                                                                                | 01月17日 | 決断         | 木村隆文 | 岩櫃城跡（群馬県東吾妻町）                                                                         | 20.1%        | 3.3%     |
| 第03回                                                                                                | 01月24日 | 策略         | 木村隆文 | 真田本城跡（長野県上田市）                                                                         | 18.3%        | 3.5%     |
| 第04回                                                                                                | 01月31日 | 挑戦         | 吉川邦夫 | 法華寺（長野県諏訪市）                                                                             | 17.8%        | 3.9%     |
| 第05回                                                                                                | 02月07日 | 窮地         | 木村隆文 | 厩橋城址（前橋公園）（群馬県前橋市）                                                               | 19.0%        | 4.5%     |
| 第06回                                                                                                | 02月14日 | 迷走         | 木村隆文 | 沼田城址（沼田公園）（群馬県沼田市）                                                               | 16.9%        |          |
| 第07回                                                                                                | 02月21日 | 奪回         | 田中正   | 小諸城址 懐古園（長野県小諸市）                                                                    | 17.4%        |          |
| 第08回                                                                                                | 02月28日 | 調略         | 田中正   | 松代城（旧海津城）（長野県長野市）                                                                 | 17.1%        | 4.4%     |
| 第09回                                                                                                | 03月06日 | 駆引         | 小林大児 | 前松寺（長野県上田市）                                                                             | 16.6%        |          |
| 第10回                                                                                                | 03月13日 | 妙手（）     | 小林大児 | 浜松城公園（静岡県浜松市）                                                                         | 16.2%        | 4.7%     |
| 第11回                                                                                                | 03月20日 | 祝言         | 田中正   | 上田城跡公園（長野県上田市）                                                                       | 15.6%        | 4.5%     |
| 第12回                                                                                                | 03月27日 | 人質         | 田中正   | 春日山城 本丸跡（新潟県上越市）                                                                    | 17.9%        | 4.1%     |
| 第13回                                                                                                | 04月03日 | 決戦         | 木村隆文 | 月窓寺（長野県上田市）                                                                             | 17.5%        | 4.7%     |
| 第14回                                                                                                | 04月10日 | 大坂         | 木村隆文 | 大阪城公園（大阪府大阪市）                                                                         | 17.1%        | 4.8%     |
| 第15回                                                                                                | 04月17日 | 秀吉         | 木村隆文 | 小谷城 大広間跡（滋賀県長浜市）                                                                    | 18.3%        |          |
| 第16回                                                                                                | 04月24日 | 表裏         | 小林大児 | 妙延寺（愛知県津島市）                                                                             | 16.9%        | 5.2%     |
| 第17回                                                                                                | 05月01日 | 再会         | 土井祥平 | 豊國神社（愛知県名古屋市）                                                                         | 17.0%        | 5.1%     |
| 第18回                                                                                                | 05月08日 | 上洛（）     | 田中正   | 駿府城跡（駿府城公園）（静岡県静岡市）                                                             | 19.1%        | 5.1%     |
| 第19回                                                                                                | 05月15日 | 恋路         | 小林大児 | 岡崎公園（愛知県岡崎市）                                                                           | 17.0%        | 4.8%     |
| 第20回                                                                                                | 05月22日 | 前兆         | 渡辺哲也 | 聚楽第東濠跡（京都府京都市）                                                                       | 18.7%        | 4.1%     |
| 第21回                                                                                                | 05月29日 | 戦端         | 木村隆文 | 榛名神社（群馬県沼田市）                                                                           | 16.8%        | 5.2%     |
| 第22回                                                                                                | 06月05日 | 裁定         | 土井祥平 | 名胡桃城址（群馬県みなかみ町）                                                                     | 16.6%        | 4.6%     |
| 第23回                                                                                                | 06月12日 | 攻略         | 田中正   | 小田原城址公園（神奈川県小田原市）                                                                 | 18.9%        | 4.9%     |
| 第24回                                                                                                | 06月19日 | 滅亡         | 木村隆文 | 北条氏政・氏照の墓所（神奈川県小田原市）                                                           | 17.6%        | 5.2%     |
| 第25回                                                                                                | 06月26日 | 別離         | 渡辺哲也 | 南宗寺（大阪府堺市）                                                                               | 18.3%        | 4.4%     |
| 第26回                                                                                                | 07月03日 | 瓜売（）     | 小林大児 | 名護屋城跡（佐賀県唐津市）                                                                         | 16.4%        | 4.8%     |
| 第27回                                                                                                | 07月10日 | 不信         | 木村隆文 | 櫻本坊（奈良県吉野町）                                                                             | 15.1%        | 5.0%     |
| 第28回                                                                                                | 07月17日 | 受難         | 土井祥平 | 妙慶寺（秋田県由利本荘市）                                                                         | 17.0%        | 4.5%     |
| 第29回                                                                                                | 07月24日 | 異変         | 保坂慶太 | 西福寺（福井県敦賀市）                                                                             | 17.5%        | 4.3%     |
| 第30回                                                                                                | 07月31日 | 黄昏（）     | 田中正   | 醍醐寺（京都府京都市）                                                                             | 14.5%        | 4.5%     |
| 第31回                                                                                                | 08月07日 | 終焉（）     | 木村隆文 | 新日吉神宮（京都府京都市）                                                                         | 17.3%        | 5.2%     |
| 第32回                                                                                                | 08月14日 | 応酬         | 小林大児 | 伏見北堀公園（京都府京都市）                                                                       | 15.8%        | 3.7%     |
| 第33回                                                                                                | 08月21日 | 動乱         | 土井祥平 | 勝竜寺城公園（京都府長岡京市）                                                                     | 18.0%        | 4.5%     |
| 第34回                                                                                                | 08月28日 | 挙兵         | 渡辺哲也 | 福島正則公生誕地碑（愛知県あま市）                                                                 | 13.2%        | 4.7%     |
| 第35回                                                                                                | 09月04日 | 犬伏（）     | 木村隆文 | 新町薬師堂（栃木県佐野市）                                                                         | 15.0%        | 4.2%     |
| 第36回                                                                                                | 09月11日 | 勝負         | 小林大児 | 砥石城跡（櫓門口登山道入口）（長野県上田市）                                                       | 16.5%        | 5.4%     |
| 第37回                                                                                                | 09月18日 | 信之         | 田中正   | 善名称院（真田庵）（和歌山県九度山町）                                                             | 17.3%        | 4.6%     |
| 第38回                                                                                                | 09月25日 | 昌幸         | 木村隆文 | 蓮華定院（和歌山県高野町）                                                                         | 15.7%        | 4.9%     |
| 第39回                                                                                                | 10月02日 | 歳月         | 保坂慶太 | 遍照寺（和歌山県九度山町） 丹生都比売神社（和歌山県かつらぎ町）                                    | 16.6%        |          |
| 第40回                                                                                                | 10月09日 | 幸村         | 土井祥平 | 方広寺（京都府京都市）                                                                             | 15.0%        | 4.3%     |
| 第41回                                                                                                | 10月16日 | 入城         | 木村隆文 | 大阪城公園（大阪府大阪市）                                                                         | 15.4%        | 5.8%     |
| 第42回                                                                                                | 10月23日 | 味方         | 木村隆文 | 長久保宿本陣跡（長野県長和町）                                                                     | 13.0%        | 5.3%     |
| 第43回                                                                                                | 10月30日 | 軍議         | 小林大児 | 後藤又兵衛顕彰碑（兵庫県姫路市） 多聞寺（兵庫県加西市）                                            | 14.5%        | 5.5%     |
| 第44回                                                                                                | 11月06日 | 築城         | 田中正   | 真田丸顕彰碑（大阪府大阪市）                                                                       | 15.3%        | 5.5%     |
| 第45回                                                                                                | 11月13日 | 完封         | 田中正   | 八劔神社（大阪府大阪市）                                                                           | 15.2%        | 5.5%     |
| 第46回                                                                                                | 11月20日 | 砲弾         | 保坂慶太 | 山内神社（高知県高知市）                                                                           | 14.2%        | 5.2%     |
| 第47回                                                                                                | 11月27日 | 反撃         | 小林大児 | 岡豊城跡（高知県南国市） 鳴無神社（高知県須崎市）                                                  | 15.3%        | 5.3%     |
| 第48回                                                                                                | 12月04日 | 引鉄（）     | 清水拓哉 | 岡山城（岡山県岡山市） 明石掃部介守重宅跡（岡山県備前市吉永町）                                    | 16.1%        | 5.1%     |
| 第49回                                                                                                | 12月11日 | 前夜         | 木村隆文 | 道明寺合戦記念碑（大阪府藤井寺市） 後藤又兵衛基次之碑（大阪府柏原市） 志紀長吉神社（大阪府大阪市） | 14.8%        | 5.3%     |
| 最終回                                                                                                | 12月18日 | （無題）     | 木村隆文 | 安居神社、大阪城公園 （大阪府大阪市） 長谷寺、上田城跡公園、真田幸村公像 （長野県上田市）          | 14.7%        | 5.6%     |
| 地上波平均視聴率：16.6%・BS平均視聴率4.7%（視聴率はビデオリサーチ調べ、関東地区・世帯・リアルタイム） |          |              |          | |              |          |

- BSプレミアムの分については、数値が空欄となっているものに関し、数値の明示のある出典が無い（もしくはNHKがビデオリサーチ社に特別に依頼して本番組の数値を出すようにしていない）ことを示す。
- 各回のサブタイトルは全て漢字二字の熟語で統一されているが、最終回だけはサブタイトルが付けられていない。なお、脚本上では「疾風」という題名が付けられていた。チーフプロデューサーによると、スタッフはクランクアップ後に最終回の堺の演技を観た際に、「疾風」の二字熟語では収まり切らない思いが詰まっていると強く感じ、他の二次熟語でも適当なものが思い浮かばなかったため、「視聴者の方々が、各自の心の中で副題を付けて欲しい」とのことで無題としたのだという[131]。
- 災害等に伴う放送変更
  - 総合テレビでの第14回再放送は熊本地震関連のニュースのため、2016年4月23日に第14回の再放送を13時10分 - 13時55分に放送、5分間のニュースをはさみ、第15回の再放送を14時 - 14時45分に放送となった。なお、九州・沖縄地区では第15回の再放送を13時10分 - 13時55分に先行放送するも、第14回の再放送は熊本地震関連のブロックローカルのニュースを放送するため休止となった[132]。
- 不適切な映像によるカット
  - 第30回「黄昏」の本放映にてこうが仙千代を抱いているシーンで紙おむつが見えたまま放送されたが、8月6日の再放送ではそのシーンがカットされ放送された[133]。

### 総集編
| 放送回 | NHK総合        | NHK総合       | BSプレミアム | BSプレミアム  | サブタイトル | 本編回          |
| 放送回 | 放送日         | 放送時間      | 放送日       | 放送時間      | サブタイトル | 本編回          |
| ------ | -------------- | ------------- | ------------ | ------------- | ------------ | --------------- |
| 第一章 | 2016年12月30日 | 12:15 - 13:00 | 2017年1月2日 | 07:30 - 08:15 | 波瀾万丈     | 第01回 - 第10回 |
| 第二章 | 2016年12月30日 | 13:05 - 14:00 | 2017年1月2日 | 08:15 - 09:10 | 表裏比興     | 第06回 - 第18回 |
| 第三章 | 2016年12月30日 | 14:00 - 14:58 | 2017年1月2日 | 09:10 - 10:08 | 栄枯盛衰     | 第19回 - 第32回 |
| 最終章 | 2016年12月30日 | 15:05 - 16:33 | 2017年1月2日 | 10:10 - 11:38 | 日本一兵     | 第32回 - 最終回 |

## 受賞・反響

### 受賞
- Yahoo!検索大賞2016 カルチャーカテゴリ ドラマ部門賞（2016年）[134]
- 2016年度エランドール賞 プロデューサー賞テレビ部門：屋敷陽太郎、吉川邦夫[135]
- 第91回ザテレビジョンドラマアカデミー賞[136]
  - 主演男優賞：堺雅人
  - 脚本賞：三谷幸喜
- コンフィデンスアワード・ドラマ賞 年間大賞 2016年、助演男優賞：草刈正雄[137]
- 東京ドラマアウォード2017[138]
  - 連続ドラマ部門優秀賞
  - 主演男優賞 - 堺雅人
  - 助演男優賞 - 草刈正雄
- VFX-JAPANアワード 2017[139][140]
  - テレビ番組部門 優秀賞

### 反響
「信州上田真田丸大河ドラマ館」は、2008年放送の『篤姫』に関連して鹿児島市に開かれた「篤姫館」の約67万人を遥かに超え、当初の目標としていた50万人の倍となる103万人超の入館者を集め、「九度山・真田ミュージアム」も11月の時点で入館者が20万人を突破、「上州沼田真田丸展」では12月に入館者が目標の15万人を達成した。また、東京都江戸東京博物館を皮切りに上田市立美術館（サントミューゼ）、大阪歴史博物館と巡回した「NHK大河ドラマ特別展 真田丸」の来場者数は3会場合計で21万人を超えた。
上田市は本作により「市の知名度が飛躍的に向上し、市を全国にアピールする絶好の機会となった」と総括しており、本作放送により得られた経済・観光面への波及効果を来年度以降にもつなげて行きたい考えである。既に放送終了後一定の時間が経過しているが、単に真田氏や地元の歴史のみならず、ドラマキャストを招くなど、この番組そのものに直接関連付けたイベントを継続して開催している。2018年4月29日開催の第36回上田真田まつり「真田一族と家臣団スペシャルパレード」キャストには、草刈・長野・高木・大野に中原丈雄・浦上晟周も加わりドラマ出演者は総勢6人となり、ドラマ関連イベントはさらに拡大する様相を見せている。
本作の歴史考証の1人である平山優は、2025年に刊行された論文集『武田勝頼』（戎光祥出版）の中で、これまで芳しくなかった武田勝頼の世上の評価が2016年以降変化の兆しが見られるとし、そのきっかけが本作であったと述べている。

## ドラマ舞台地の誘致運動・反応
真田氏ゆかりの地長野県上田市では、2009年7月に火坂雅志の小説『真田三代』の連載が信濃毎日新聞で始まったのを一つのきっかけに、同年11月、市民有志らが「NHK大河ドラマ『日本一（ひのもといち）の兵（つわもの）真田幸村公』放映の実現を願う会」（会長・母袋創一上田市長）を結成し、署名集めをしてNHKに働き掛けるなど、運動を続けてきた。活動は真田にゆかりのある各地で行われ、83万9000人の署名を集めた。
本作の放送決定を受けて、上田市ではPR活動のための担当課を設置した。2016年1月17日より2017年1月15日まで、上田城跡公園の旧上田市民会館を会場として「信州上田真田丸大河ドラマ館」が開館。4月24日に開催された第34回上田真田まつりでは、真田昌幸役の草刈正雄らドラマの出演者が武者行列に出演。第45回の真田丸の戦いのロケには、上田市民と市職員らが徳川兵のエキストラとして参加した。上田電鉄別所線では放送に合わせ、同線1000系電車1001編成（2両）に本作をPRするラッピングを施した。堺扮する真田信繁をラッピングの中心に据え、車内にも真田氏に関する年表などを掲示。2016年2月21日より放送終了まで運行した。
大河ドラマ「真田丸」ラッピング列車は2016年3月1日からJR西日本和歌山線（一部紀勢本線・桜井線にも乗り入れ）、3月15日から同大阪環状線（一部桜島線にも乗り入れ）でも運行された。ラッピングは201系電車1編成（8両、大阪環状線用）と105系電車1編成（2両、和歌山線用）に施され、上田電鉄と同様の堺扮する真田信繁を中心にした図柄のほか、大坂の陣や大坂城をデザインした車両が放送終了まで運行された。
南海電鉄では、高野線2000系4両1編成を、2015年11月1日から運行開始した。1年間の予定であったが、次の検査の2019年2月20日まで運行された。また同列車については、トミーテックよりNゲージで製品化された。
また放送期間中、和歌山線高野口駅・同橋本駅では六文銭の幟旗など信繁の赤備えを模した装飾を行ったほか、橋本駅駅員は信繁をイメージした兜型の帽子と陣羽織という特別制服を着用した。更にイベント開催時には敵方徳川家ゆかりの地である和歌山県和歌山市の和歌山駅駅員が徳川家康をイメージした兜型の帽子と陣羽織という特別制服を着用した。
この他JR西日本は放送開始から終了までの期間、モバイル端末（スマートフォン）の位置情報サービスを利用した「真田幸村チェックインラリー」を行った。「大阪コース」（大阪城など）、「和歌山コース」（和歌山県九度山町など）、「長野コース」（上田市）を設定し、2015年3月にJR西日本管内に至った北陸新幹線を利用した相互往来を呼びかけ、プレゼント企画などを実施した。
大河ドラマ展は、昌幸・信繁親子が配流された和歌山県九度山町（「くどやま「真田丸」大河ドラマ展」：九度山・真田ミュージアム、2016年3月13日から2017年2月28日まで）と真田氏の沼田領支配の拠点として機能した沼田城跡のある群馬県沼田市（「上州沼田真田丸展」：グリーンベル21、2016年3月20日から2017年3月31日まで）でも開催。
大阪市天王寺区は2014年から2015年に大坂の陣400年を記念した「天王寺真田幸村博」の実施や真田丸ジオラマ作成などを展開。2016年には「真田幸村めぐルートマップ」の作成や案内板の設置などの施策が行われた。信之が1622年に移封された松代藩があった長野市松代地区では、放送期間中に「体感!!戦国の絆 信州松代“真田大博覧会”2016」と題したイベントを開催。
最終回を前にした12月12日から17日にはNHK長野放送局・上田市・大河ドラマ『真田丸』上田市推進協議会の共催により、出演者らによる6日間連続のトークショー「『真田丸』トーク！トーク！トーク！〜毎日ライブin信州上田〜」（MC:小栗さくら）を上田市内各所で実施した。このような出演者をゲストに迎えたイベントは、沼田市、九度山町、東吾妻町など真田家にゆかりのある土地はもちろん、石田三成の遺児が匿われた縁から青森県田舎館村で石田三成役の山本耕史がトークショーを行うなど劇中の登場人物にゆかりのある全国各地で開催された。また、パブリックビューイング（PV）でも10月9日に草刈らをゲストに迎えて実施した大阪城西の丸庭園でのPVが約5000人を集めるなど各地で盛況を博した。各地でのイベントを企画したプロデューサーの吉岡和彦は、「役柄に対する思い入れができるドラマになる」という確信からイベントの成功を直感したという。
上田市では放送終了後も番組関連イベントを行っている。「信州上田真田丸大河ドラマ館」は2017年1月15日をもって閉館。上田市は放送終了・閉館後も誘客を維持すべく8千万円を投じて同館を改装し、2017年4月1日から11月30日まで「特別企画展『400年の時を経て甦る上田城』」を開催した。特別企画展開幕に合わせて、上田市は草刈を「信州上田観光プレジデント」に任命。特別企画展会場内には大河ドラマ館の展示品の一部と大河ドラマ館には展示されなかったドラマ衣装などを新たに加えて構成された「大河ドラマメモリアルコーナー」を設けた。同企画展は同年10月21日に来場者数が10万人を超えた。2017年4月29日に開催された第35回上田真田まつりでは「真田一族と家臣団スペシャルパレード」が行われ、前年に引き続き草刈がメインゲストとして参加したほか、ドラマキャストから長野里美・高木渉・迫田孝也・大野泰広が出演。同まつりには10万人の来場者があった。更に同年8月11日から15日まで上田城跡公園内の特別企画展会場周辺において縁日「上田城納涼ファミリー夏祭り」を開催。初日8月11日のオープニングセレモニーに「雁金をどり伝承師」こと長野里美がゲストとして来場し、「信州上田観光プリンセス」に就任。ドラマ内に登場した「雁金をどり」の盆踊りバージョンを特設会場にて披露した。更に同年11月3日、「第11回上田城紅葉まつり」にスペシャルゲストとして草刈と長野が上田城跡公園に来場した。草刈が記念手形を残し「特別企画展」にて展示したほか、来場者が長野とともに「雁金をどり」を楽しんだ。昌幸に扮する草刈をデザインした「信州上田観光プレジデントクリアファイル」を新たに製作し、「特別企画展」来場者に記念品として進呈するなど、放送終了後ほぼ1年にわたって放送中同様に番組関連の企画を実施している。真田家ゆかりの山家神社（上田市真田町長）では2017年以降、2月3日の節分厄除大祭にて出演者らによる豆まきを開催しており、2017年には長野・小栗、2018年には長野・迫田・大野・小栗、2019年には長野・高木・大野・栗原英雄・小栗が参加した。

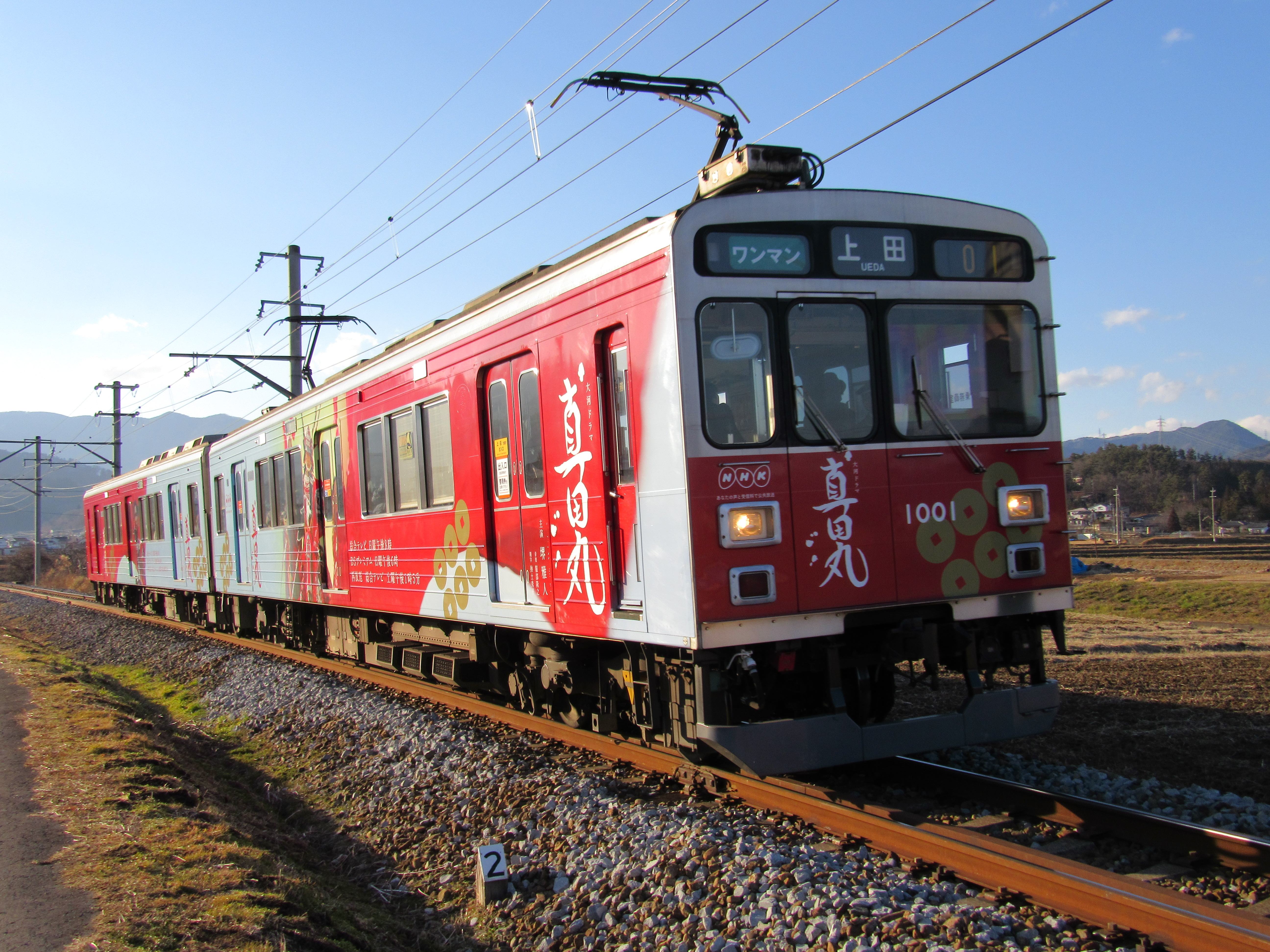
作品のラッピングが施された上田電鉄1000系
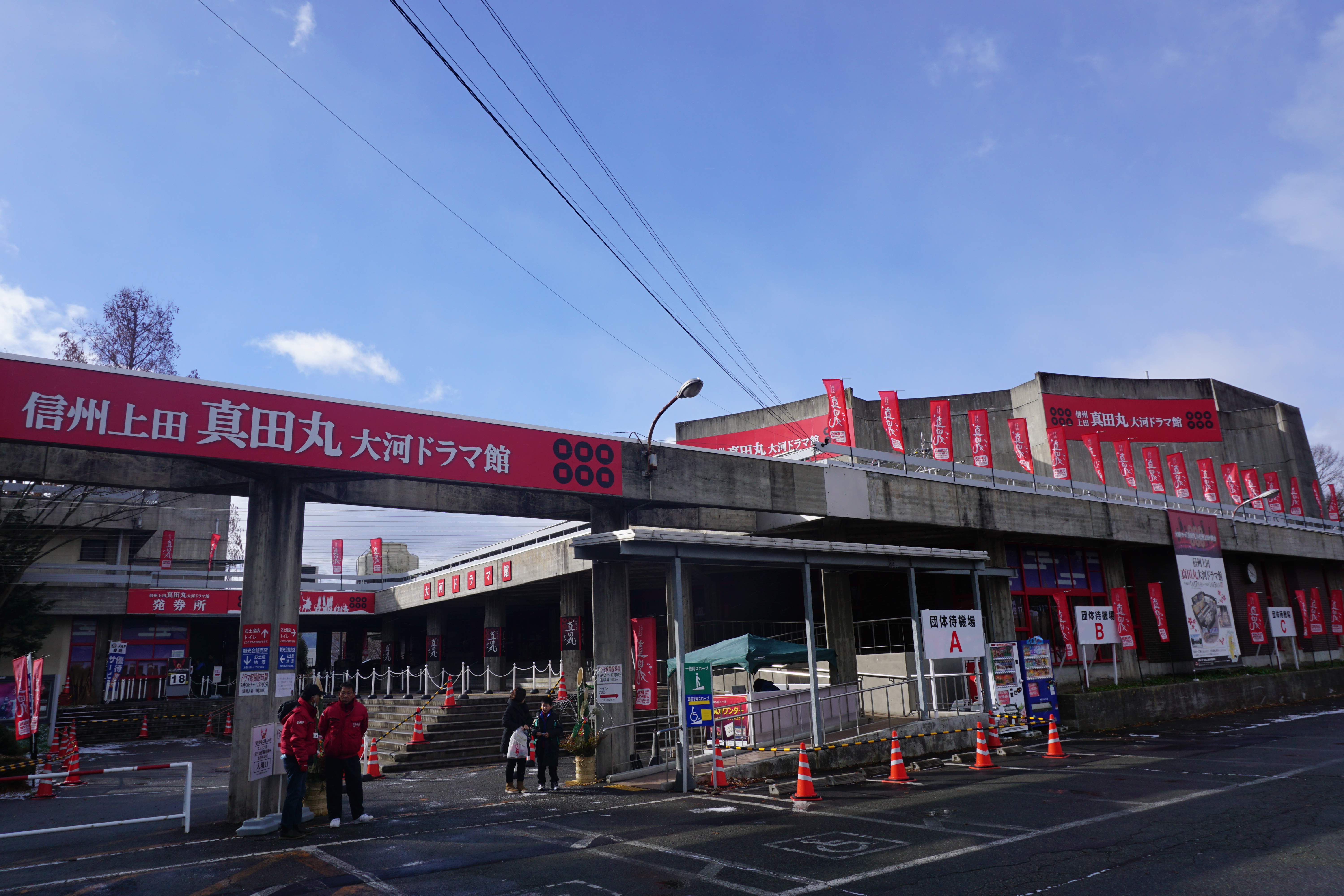
真田丸大河ドラマ館（旧上田市民会館）

## プロモーション

### ダメ田十勇士
オリジナルストーリーのショートムービーであり、『真田丸』の放送に先立って2015年12月16日よりNHK どーがステーションおよびYouTubeのNHKオンライン公式チャンネルで公開された。また後にNHKの地上波放送でもショートバージョンとフルバージョンが放送された。タイトルは「十勇士」だが、メンバーは8人である。本編の登場人物は登場せず、ストーリーもほとんど無関係であるが、本編の最終回に小介を除いた7人が出演、主人公・真田信繁との共演を果たした。
| キャスト - 六郎（ろくろう） - 矢本悠馬 - 才蔵（さいぞう） - 博多華丸 - 鎌之介（かまのすけ） - 梅垣義明 - 甚八（じんぱち） - 岩井秀人 - 清海入道（せいかいにゅうどう） - 松村邦洋 - 伊佐入道（いさにゅうどう） - 脇知弘 - 十蔵（じゅうぞう） - 鈴木拓 - 穴山小介（あなやまこすけ） - Mr.オクレ | スタッフ - 企画・脚本・監督：江口カン - 企画：小川淳、嶋村雅己、秋山優 - 脚本：岡田賢、KOO-KI - プロデュース：小川淳 - PM：秋山優 - 企画・制作：KOO-KI |

### PR番組
メイキングオブ真田丸
放送スタートに合わせて放送。挾土秀平による題字制作、シブサワ・コウによる3D地図監修、服部隆之によるテーマ曲収録の模様を取り上げる。10分。
『真田丸』PR
「真田家の人々」編、「真田家のライバルたち」編の2本を放送スタートに合わせて放送。各2分。
8月末から9月上旬にかけては「犬伏の別れ」編と「いよいよ関ヶ原！」編の2本を放送。「犬伏の別れ」編は鈴木心が撮影した第35回の収録現場のスチール写真、「いよいよ関ヶ原！」編はシブサワ・コウ監修の3D地図を用いた関ヶ原の戦いの解説を中心とした内容。各2分。
第38回の直前には「さらば昌幸」編、最終回を目前にした12月には「最終回、迫る！」編を放送。各1分。
『真田丸』大坂編スタート！
4月の「大坂編」に合わせて放送。歴史学者の磯田道史が大坂編の登場人物について解説する。2分。公式サイトでは5分40秒の完全版を公開。

### その他
2016年4月29日・30日に開催された『ニコニコ超会議2016』で、「超・真田丸」ブースを設置し、出演者によるトークショーなどが行われた。

## 関連番組
『ブラタモリ×鶴瓶の家族に乾杯・真田丸スペシャル』
2016年1月2日 19時30分 - 20時43分に総合で放送。当作品にゆかりのある長野県上田市を、タモリ（『ブラタモリ』MC）、笑福亭鶴瓶（『家族に乾杯』MC）と、当作品主演の堺雅人が訪れた模様を放送。
『ブラタモリ』では2月13日に「真田丸スペシャル・沼田」を放送。堺雅人がVTR出演。
『鶴瓶の家族に乾杯』では以下のキャストが真田丸ゆかりの地を訪れた（放送は全て2016年）。
- 1月18日・25日 木村佳乃 和歌山県九度山町
- 5月16日 草刈正雄 栃木県佐野市（「犬伏の別れ」の舞台）
- 7月4日 山本耕史 岐阜県大垣市
- 7月25日 吉田羊 群馬県沼田市
- 12月5日 哀川翔 奈良県宇陀市（後藤又兵衛ゆかりの地）

『大河ドラマ「真田丸」コンサート』
2016年2月28日 16時15分 - 17時30分に総合テレビで放送。長野県上田市で収録。ゲストにきり役の長澤まさみや時代考証の黒田基樹を迎えた。
『真田丸第二幕まるわかり！“秀吉チルドレン”それぞれの正義』
2016年5月6日 8時15分 - 9時に総合テレビで放送（放送時間を59分に拡大した完全版を5月29日に総合テレビで放送）。大坂編のキャストである山本耕史、新井浩文、小林隆、新納慎也が石田三成・加藤清正らのゆかりの地を訪ねてその人物像に迫る。
『真田丸スペシャルin信州』
2016年9月25日 13時15分 - 13時48分に総合テレビで放送。9月18日に上田市で行われたイベント「大河ドラマ『真田丸』 大文化祭」の模様を放送。ゲストは草刈正雄、片岡愛之助。
『真田丸最終章まるわかり「大坂の陣 最強の同志」』
2016年11月3日 8時15分 - 9時に総合テレビで放送。後藤又兵衛にスポットを当て、大坂の陣編のキャストである哀川翔・中川大志・小林顕作がゆかりの地を訪ねる。
この他にもNHKでは、歴史番組の『歴史秘話ヒストリア』（総合テレビ：2016年1月6日放送の「徹底解明！これが“真田丸”だ 〜地中に残された幻の城〜」など）、『英雄たちの選択』（BSプレミアム）、『先人たちの底力 知恵泉』（Eテレ）、『風雲！大歴史実験』（BSプレミアム）で番組に関連する人物・事柄を特集した内容を放送している。

## 関連商品

### 書籍
公式ガイドブック
- NHK大河ドラマ・ストーリー 真田丸 前編（2015年12月19日発売、NHK出版、ISBN 978-4149233710）
- NHK大河ドラマ・ストーリー 真田丸 後編（2016年5月20日発売、NHK出版、ISBN 978-4149233727）
- NHK大河ドラマ・ストーリー 真田丸 完結編（2016年10月20日発売、NHK出版、ISBN 978-4149233734）
- NHK大河ドラマ歴史ハンドブック 真田丸（2015年12月19日発売、NHK出版、ISBN 978-4149109305）

楽譜
- NHK大河ドラマ 真田丸 メインテーマ / 真田丸紀行（ソロ・ピアノ版）(2016年2月4日発売、NHK出版、ISBN 978-4-14-055349-7)
- NHK大河ドラマ 真田丸 メインテーマ（ソロ・バイオリン版）(2016年4月16日発売、NHK出版、ISBN 978-4-14-055356-5)

### CD
サウンドトラック
- NHK大河ドラマ 真田丸 オリジナル・サウンドトラック I（2016年2月24日発売、エイベックス、AVCL-25888）
- NHK大河ドラマ 真田丸 オリジナル・サウンドトラック II（2016年7月20日発売、エイベックス、AVCL-25899）
- NHK大河ドラマ 真田丸 オリジナル・サウンドトラック III（2016年11月9日発売、エイベックス、AVCL-25911）
- NHK大河ドラマ 真田丸 オリジナル・サウンドトラック THE BEST（2016年12月21日発売、エイベックス、AVCL-25923）
- NHK大河ドラマ 真田丸 音楽全集（2016年12月21日発売、エイベックス、AVCL-25919/22）

### DVD/BD
DVD/BDのいずれもボックス形式でポニーキャニオンより発売。各巻のレンタルも行われる。
| 巻数   | 発売日         | 収録話          | 規格品番   | 規格品番   | 映像特典 |
| 巻数   | 発売日         | 収録話          | BD         | DVD        | 映像特典 |
| ------ | -------------- | --------------- | ---------- | ---------- | --- |
| 第壱集 | 2016年07月20日 | 第01回 - 第12回 | PCXE-60127 | PCBE-63598 | メイキングオブ真田丸 ノンクレジット・オープニング【第1回バージョン】 ダメ田十勇士 プレマップ「真田家の人々」「真田家のライバルたち」編 PRスポット「決戦へ。」編 |
| 第弐集 | 2016年10月19日 | 第13回 - 第24回 | PCXE-60128 | PCBE-63599 | THE MAKING OF OPENING VFX 大坂編スタート! PR 大坂編PR動画特別編 第二幕まるわかり! "秀吉チルドレン"それぞれの正義 拡大版                                         |
| 第参集 | 2016年12月21日 | 第25回 - 第35回 | PCXE-60129 | PCBE-63600 | いよいよ関ヶ原!編 PR 犬伏の別れ 編 PR 公式ホームページ ムービー集                                                                                               |
| 第四集 | 2017年03月15日 | 第36回 - 最終回 | PCXE-60130 | PCBE-63601 | 『真田丸』最終回、迫る！ 編 PR 『真田丸』オリジナルインタビュー                                                                                                 |

総集編のDVD/BDのいずれもボックス形式でNHKエンタープライズより発売。レンタルも行われる。
| 巻数   | 発売日         | 収録話                      | 規格品番   | 規格品番   | 映像特典 |
| 巻数   | 発売日         | 収録話                      | BD         | DVD        | 映像特典 |
| ------ | -------------- | --------------------------- | ---------- | ---------- | --- |
| 総集編 | 2017年04月21日 | 第一章 第二章 第三章 最終章 | NSBS-22273 | NSDS-22274 | 三谷幸喜オリジナルインタビュー 千田嘉博（城郭考古学）の「真田丸」オープンセット解説 「真田丸」総集編ＰＲ 〈特典コンテンツ〉 「丸っと360度!! 大坂冬の陣「真田丸」オープンセット編【簡易版】 |